# Sekcje sportowe Jagiellonii Białystok
Jagiellonia Białystok od momentu powstania funkcjonowała jako klub wielosekcyjny, z wiodącymi sekcjami: piłki nożnej oraz lekkoatletyki. Inne sekcje sportowe działały w różnych okresach historii klubu, min. sekcja: bokserska, tenisa ziemnego, piłki ręcznej (hazeny), koszykówki, siatkówki, szachowa, kolarska, pływacka, szermierki, Judo, łucznicza, brydża sportowego, futsalowa.
Jagiellonia dysponowała licznymi obiektami sportowymi, m.in. stadionem im. J.Kusocińskiego, halą sportową oraz basenem pływackim.

## Sekcje działające

### Piłka nożna
Obecnie pod szyldem Jagiellonii Białystok funkcjonuje pierwsza drużyna piłkarska występująca w Ekstraklasie, zespół rezerw (Jagiellonia II) grający w III lidze oraz drużyny młodzieżowe, w tym U-19 i U-17 rywalizujące w CLJ. Przy klubie funkcjonuje Akademia Piłkarska.

### Futsal
Drużyna futsalu Jagiellonii Białystok powstała w 2022 roku poprzez współpracę z klubem MOKS Słoneczny Stok Białystok oraz Stowarzyszeniem BS Futsal. Obecnie drużyna rywalizuje w I lidze futsalu.

### Szachy
Klub Szachowy Jagiellonia Białystok z siedzibą w Białymstoku, założony w 2017 roku, kontynuuje tradycje sportowe wielosekcyjnego klubu Jagiellonia Białystok, wykorzystując jego nazwę, barwy i herb.

## Sekcje historyczne

### Lekkoatletyka
Sekcja lekkoatletyczna Jagiellonii Białystok odegrała istotną rolę w historii klubu, przynosząc mu liczne sukcesy na arenie krajowej i międzynarodowej. Powstała w drugiej połowie lat 20., kiedy zespół funkcjonował jeszcze pod nazwą 42. Pułk Piechoty. Została rozwiązana w 1996 roku z powodu trudności finansowych klubu, który wówczas zdecydował się skupić wszystkie środki na prowadzeniu drużyny piłkarskiej. Większość zawodników i trenerów sekcji kontynuowała swoją karierę przenosząc się do Podlasia Białystok.
- Powstanie i rozwój sekcji

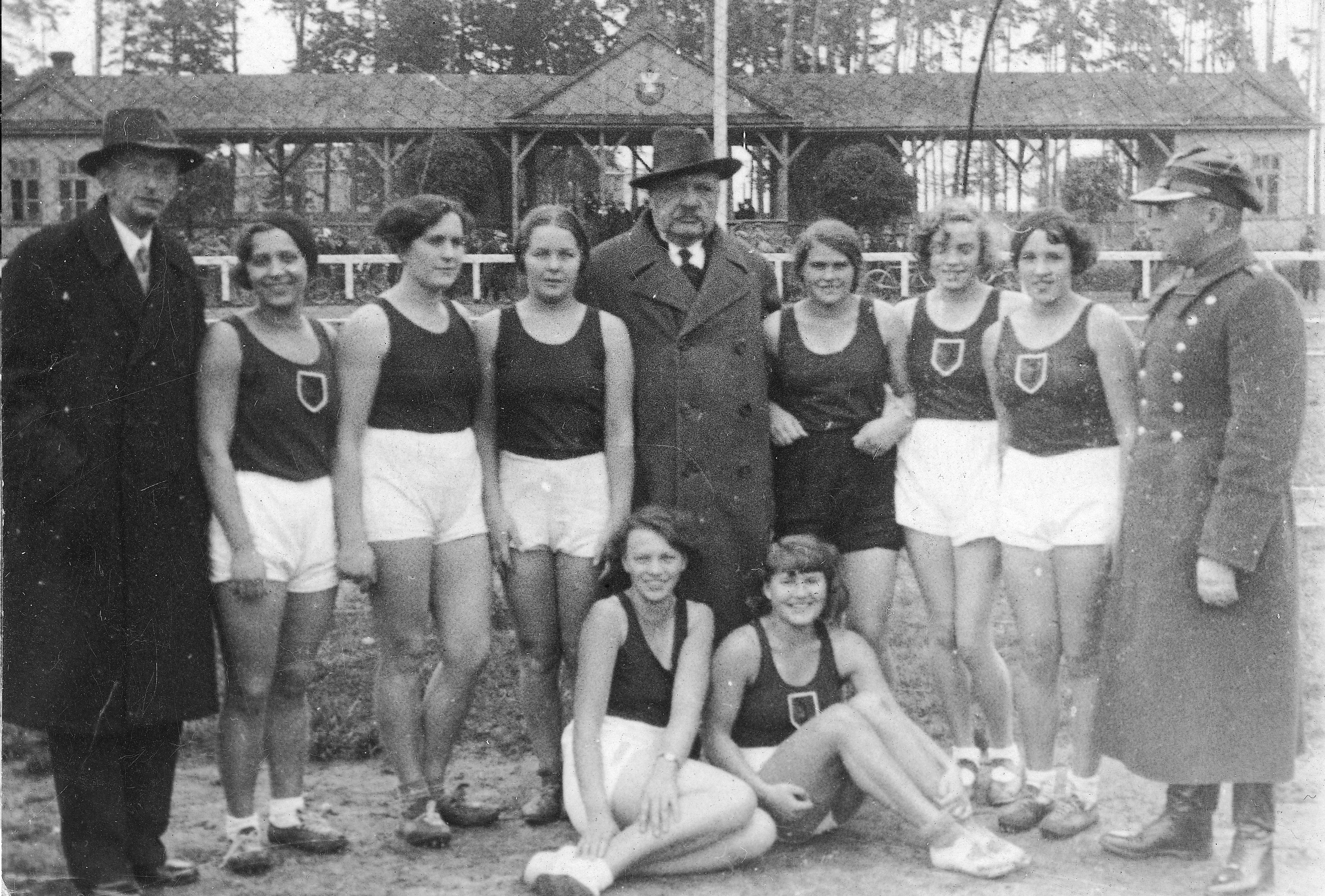
Prezes klubu Mikołaj Kawelin wraz z żeńską sekcją lekkoatletyczną w 1933 roku.

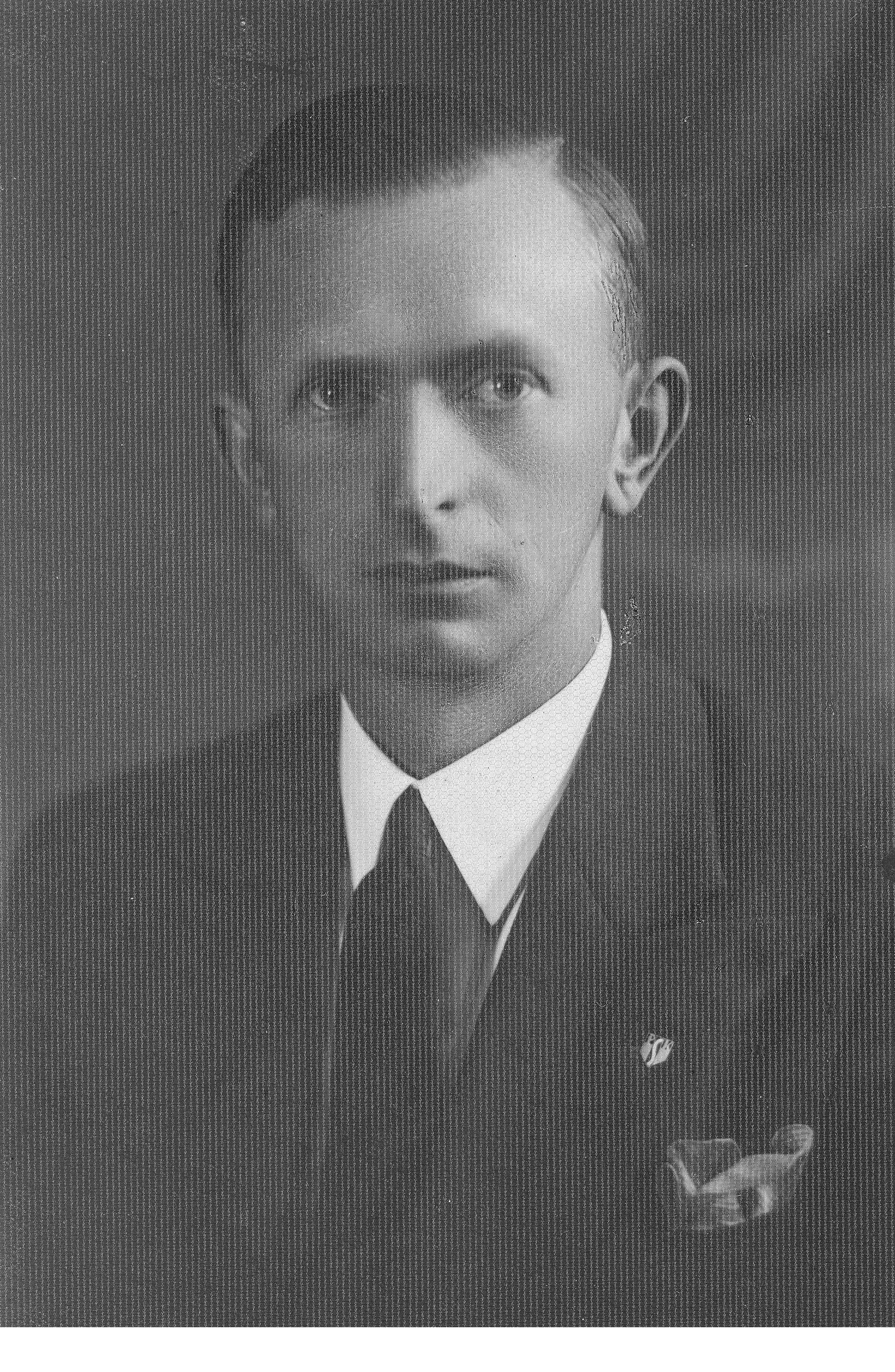
Maksymilian Ludertowicz - sekretarz klubu oraz kierownik sekcji lekkoatletycznej.

Sekcja lekkoatletyczna WKS 42. Pułku Piechoty powstała w połowie lat 20. XX wieku. W dniu 27 stycznia 1932 roku doszło do fuzji klubu 42. Pułku Piechoty (uznawanego za protoplastę Jagiellonii) z Klubem Sportowym Związku Młodzieży Wiejskiej, który również posiadał silną sekcję lekkoatletyczną. Połączenie sił sprawiło, że w latach 30. XX wieku lekkoatleci Jagiellonii stanowili jedną z najbardziej aktywnych i utytułowanych drużyn w regionie. Sekcja wyróżniała się nie tylko liczebnością zawodników, ale przede wszystkim ich wysokim poziomem sportowym.
Wybitnym propagatorem sportu i lekkoatletyki był Maksymilian Ludertowicz, który związany z klubem Związku Młodzieży Wiejskiej osiągał w tej dyscyplinie nawet większe sukcesy niż 42. Pułk Piechoty. Po fuzji ZMW i 42. P.P., Ludertowicz objął funkcję sekretarza klubu oraz kierownika sekcji lekkoatletycznej, która w latach 30. była najmocniejszą sekcją Jagiellonii, przewyższającą osiągnięciami sekcję piłkarską.

Pierwsze zawody lekkoatletyczne w Białymstoku odbyły się 5 września 1926 roku podczas uroczystego otwarcia miejskiego stadionu lekkoatletycznego.

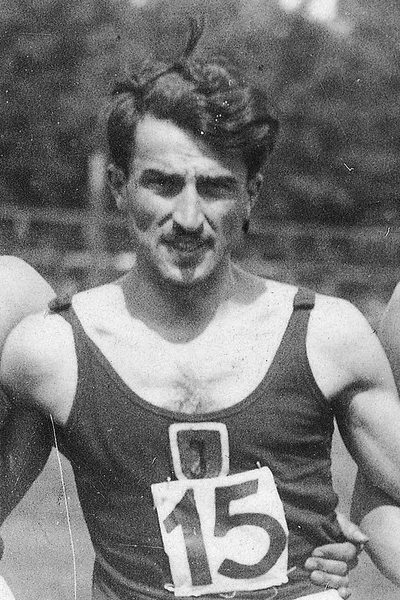
Kazimierz Kucharski - 1934 rok

W okresie międzywojennym wyróżniali się m.in. Edward Luckhaus – rekordzista Polski w rzucie oszczepem i trójskoku, reprezentant kraju na igrzyskach olimpijskich w Berlinie (1936), oraz Kazimierz Kucharski – wielokrotny mistrz Polski i rekordzista kraju na 800 i 1500 m, uczestnik IO w Berlinie, który odnosił także sukcesy na arenie międzynarodowej.

7 maja 1932 roku Edward Luckhaus ustanowił rekord Polski w trójskoku wynikiem 13,98 m. W ciągu następnych 4 lat poprawił ten rekord ośmiokrotnie. Był także pierwszym skoczkiem w dal, który w woj. białostockim pokonał granice siedmiu metrów, 31 maja 1936 uzyskał 7,09 m. Wśród długodystansowców wyróżniał się Onufry Półtorak oraz Julian Strzałkowski, medaliści Mistrzostw Polski w maratonie oraz w biegach długich i przez przeszkody. Przez klub przewinęło się wielu utalentowanych lekkoatletów. Niektórzy, jak Bernard Zasłona, który w 1936 roku przeniósł się do białostockiej Sparty — należeli do krajowej czołówki. Zasłona był najlepszym sprinterem w Polsce na dystansach 100 i 200 metrów przez trzy sezony: (1936, 1937,1938). Innym znanym w Polsce dziesięcioboistą był urodzony w Bacieczkach (obecnie dzielnica Białegostoku) Wacław Kuźmicki, późniejszy uczestnik igrzysk olimpijskich w Londynie (1948) i mistrzostw Europy w Oslo (1946).

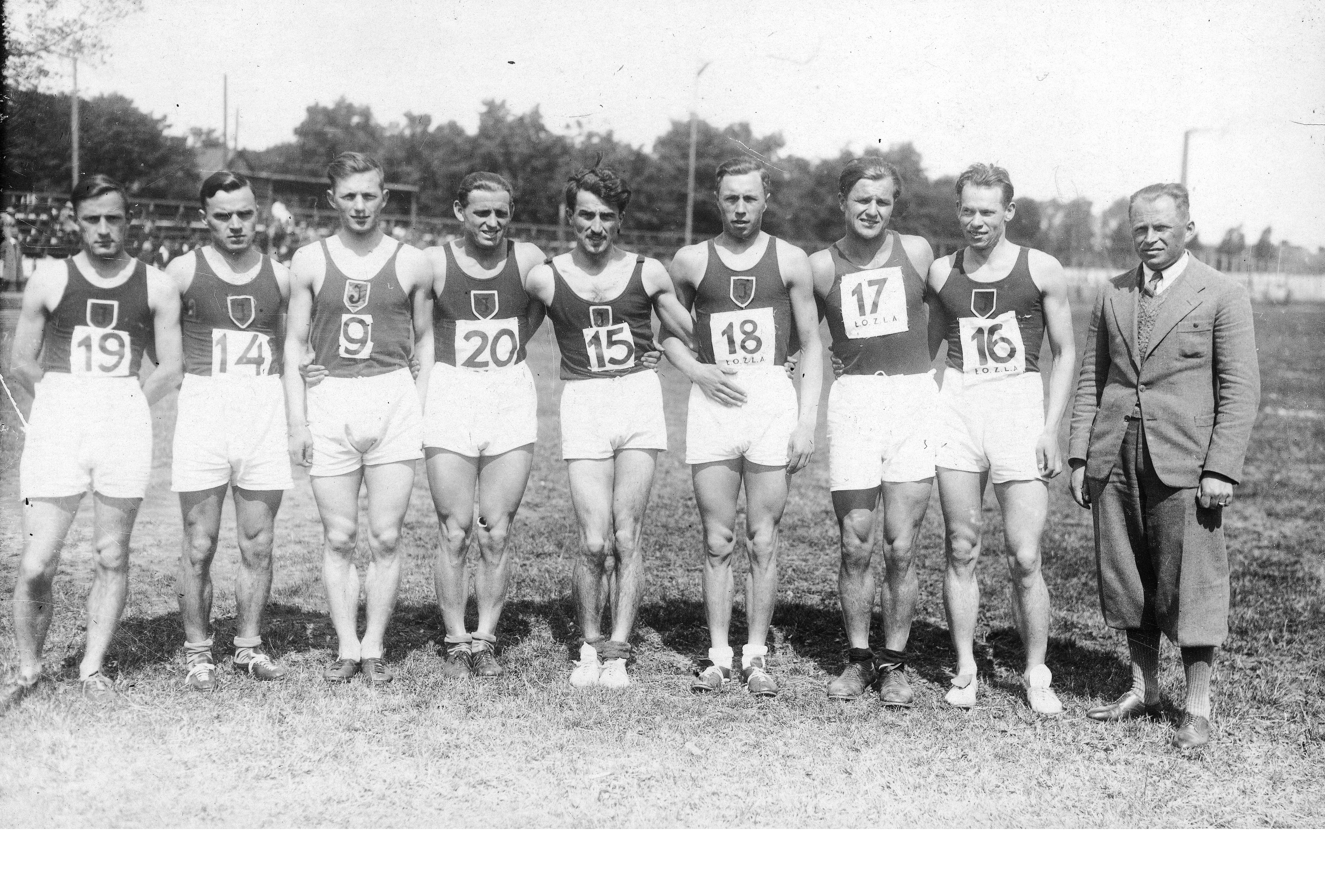
Sekcja lekkoatletyczna - 1934 rok

Jedną z najbardziej wszechstronnych zawodniczek lat 30. była Irena Daszuta-Zimnoch, która oprócz medalowych startów w skoku wzwyż i w biegu na 200 metrów, startowała w pięcioboju lekkoatletycznym, w skoku w dal i w biegu na 80 metrów przez płotki.
W 1933 roku zdobyła srebrny medal na Zimowych Mistrzostwach Polski w lekkoatletyce, a jej klubowa koleżanka Helena Tokarzewicz również w tych mistrzostwach wywalczyła srebrny medal w skoku w dal oraz 6. miejsce w biegu na 100 metrów.
Po II wojnie światowej sekcja została reaktywowana, a jej reprezentanci – m.in. Ryszard Groman (skok o tyczce i w dal) i Stanisław Borodziuk – kontynuowali sukcesy, mimo licznych zmian organizacyjnych. W latach 50. klub znów był liczącą się siłą w kraju, a do czołowych zawodników należał Mieczysław Kierlewicz – medalista MP i reprezentant Polski w meczu przeciwko USA. W 1957 roku sekcja występowała w lekkoatletycznej I lidze, zajmując 10. miejsce; rok później spadła do II ligi.
W 1959 roku Władysław Nikiciuk, podopieczny trenera Bronisława Gurzędy, ustanowił w Krakowie rekord świata juniorów w rzucie oszczepem (79,12 m). Był to największy sukces w historii regionalnej lekkoatletyki. Dwukrotnie startował w igrzyskach olimpijskich: w Tokio w 1964 był dziewiąty (73,11), a w Meksyku w 1968 uplasował się tuż za podium zajmując 4. miejsce i uzyskując wynik 85,70. W 1962 roku sięgnął po brąz, a w 1966 po srebro mistrzostw Europy.

W latach 60. barwy Jagiellonii reprezentowały też czołowe polskie biegaczki: Teresa Jędrak i Krystyna Hryniewicka (później Kacperczyk), które startowały w meczach międzypaństwowych oraz mistrzostwach Europy. Trenerem obu zawodniczek był Zbigniew Dondziłło – obok Gurzędów kluczowa postać w rozwoju lekkoatletycznej sekcji Jagiellonii.

W latach 80. wielkim talentem okazał się Jerzy Mydlarz, medalista mistrzostw Polski w biegach średniodystansowych na 1,5 i 3 km. W gronie medalistów mistrzostw Polski znaleźli się m.in.: Danuta Zrajkowska (rzut dyskiem), Dariusz Zielenkiewicz (400m), 
W 1992 roku dwóch zawodników Jagiellonii – kulomiotka Krystyna Danilczyk (Zabawska) i trójskoczek Eugeniusz Bedeniczuk – wystartowało na igrzyskach olimpijskich w Barcelonie. Współpracowali oni z trenerem Henrykiem Olszewskim. W latach 90. sukcesy odnosiła też sprinterka Izabela Czajko, mistrzyni Polski i reprezentantka kraju, trenowana przez Jerzego Leszkiewicza. 
| 1934 | ME Turyn 1934     | Edward Luckhaus      | Trójskok       | 4 m.  |  |
| 1934 | ME Turyn 1934     | Kazimierz Kucharski  | bieg 800m      | 6 m.  |  |
| 1936 | IO Berlin 1936    | Edward Luckhaus      | Trójskok       | 11 m. |  |
| 1990 | ME Split 1990     | Eugeniusz Bedeniczuk | Trójskok       | 11 m. |  |
| 1991 | HMŚ Sewilla 1991  | Krystyna Danilczyk   | pchnięcie kulą | 11 m. |  |
| 1991 | MŚ Tokio 1991     | Krystyna Danilczyk   | pchnięcie kulą | 12 m. |  |
| 1991 | HMŚ Tokio 1991    | Eugeniusz Bedeniczuk | Trójskok       | 14 m. |  |
| 1992 | IO Barcelona 1992 | Krystyna Danilczyk   | pchnięcie kulą | 10 m. |  |
| 1992 | IO Barcelona 1992 | Eugeniusz Bedeniczuk | Trójskok       | 12 m. |  |
| 1993 | MŚ Stuttgart 1993 | Krystyna Danilczyk   | pchnięcie kulą | 17 m. |  |
| 1994 | ME Helsinki 199   | Krystyna Danilczyk   | pchnięcie kulą | 9 m.  |  |
| 1994 | HME Paryż 1994    | Krystyna Danilczyk   | pchnięcie kulą | 6 m.  |  |

| Medale na Mistrzostwach Polski w lekkoatletyce  | Medale na Mistrzostwach Polski w lekkoatletyce | Medale na Mistrzostwach Polski w lekkoatletyce | Medale na Mistrzostwach Polski w lekkoatletyce | Medale na Mistrzostwach Polski w lekkoatletyce | Medale na Mistrzostwach Polski w lekkoatletyce | Medale na Mistrzostwach Polski w lekkoatletyce | Medale na Mistrzostwach Polski w lekkoatletyce |
| Rok                                             | Mistrzostwa Polski                             | Zawodnik                                       | dyscyplina                                     | medal                                          | medal                                          | medal                                          | Klub                                           |
| ----------------------------------------------- | ---------------------------------------------- | ---------------------------------------------- | ---------------------------------------------- | ---------------------------------------------- | ---------------------------------------------- | ---------------------------------------------- | ---------------------------------------------- |
| Medale na MP przed fuzją 42PP z ZMW (1920-1932) |                                                |                                                |                                                |                                                |                                                |                                                |                                                |
| 1928                                            | MP Warszawa 1928                               | Kazimierz Kuźmicki                             | bieg 1500m                                     |                                                |                                                |                                                | ZMW Białystok                                  |
| 1930                                            | MP Warszawa 1930                               | Leon Kozłowski                                 | rzut dyskiem                                   |                                                |                                                |                                                | ZMW Białystok                                  |
| 1930                                            | MP Warszawa 1930                               | Edward Luckhaus                                | Rzut oszczepem                                 |                                                |                                                |                                                | ZMW Białystok                                  |
| 1930                                            | MP Warszawa 1930                               | Edward Luckhaus                                | Trójskok                                       |                                                |                                                |                                                | ZMW Białystok                                  |
| 1930                                            | MP Pabianice 1930                              | Edward Luckhaus                                | Pięciobój                                      |                                                |                                                |                                                | ZMW Białystok                                  |
| 1930                                            | MP Białystok 1930                              | Julian Strzałkowski                            | Chód 50km                                      |                                                |                                                |                                                | WKS Białystok                                  |
| 1931                                            | MP Królewska Huta 1931                         | Edward Luckhaus                                | Trójskok                                       |                                                |                                                |                                                | ZMW Białystok                                  |
| 1931                                            | MP Królewska Huta 1931                         | Leon Kozłowski                                 | rzut dyskiem                                   |                                                |                                                |                                                | ZMW Białystok                                  |
| 1931                                            | MP Królewska Huta 1931                         | Julian Strzałkowski                            | bieg 5000m                                     |                                                |                                                |                                                | 42 Pułk Piechoty Białystok                     |
| 1931                                            | MP Białystok 1931                              | Edward Luckhaus                                | Pięciobój                                      |                                                |                                                |                                                | ZMW Białystok                                  |
| Razem: 10                                       | Razem: 10                                      | Razem: 10                                      | Razem: 10                                      | 2                                              | 7                                              | 1                                              |                                                |
| 1932                                            | MP Warszawa 1932                               | Julian Strzałkowski                            | bieg 1500m                                     |                                                |                                                |                                                |                                                |
| 1932                                            | MP Warszawa 1932                               | Edward Luckhaus                                | Trójskok                                       |                                                |                                                |                                                |                                                |
| 1932                                            | MP Lublin 1932                                 | Julian Strzałkowski                            | Chód 50km                                      |                                                |                                                |                                                |                                                |
| 1932                                            | Razem 1932: 3                                  | Razem 1932: 3                                  | Razem 1932: 3                                  | 1                                              | 2                                              | 0                                              |                                                |
| 1933                                            | HMP Przemyśl 1933 (Hala)                       | Irena Daszuta-Zimnoch                          | skok wzwyż                                     |                                                |                                                |                                                |                                                |
| 1933                                            | MP Bydgoszcz 1933                              | Kazimierz Kucharski                            | bieg 800m                                      |                                                |                                                |                                                |                                                |
| 1933                                            | MP Bydgoszcz 1933                              | Kazimierz Kucharski                            | bieg 1500m                                     |                                                |                                                |                                                |                                                |
| 1933                                            | MP Bydgoszcz 1933                              | Julian Strzałkowski                            | bieg 1500m                                     |                                                |                                                |                                                |                                                |
| 1933                                            | MP Bydgoszcz 1933                              | Edward Luckhaus                                | Trójskok                                       |                                                |                                                |                                                |                                                |
| 1933                                            | MP Bydgoszcz 1933                              | Edward Luckhaus                                | skok w dal                                     |                                                |                                                |                                                |                                                |
| 1933                                            | MP Królewska Huta 1933                         | Helena Tokarzewicz                             | skok w dal                                     |                                                |                                                |                                                |                                                |
| 1933                                            | MP Poznań 1933                                 | Julian Strzałkowski                            | bieg przełajowy                                |                                                |                                                |                                                |                                                |
| 1933                                            | MP Białystok 1933                              | Edward Luckhaus                                | Pięciobój                                      |                                                |                                                |                                                |                                                |
| 1933                                            | MP Wilno 1933                                  | Onufry Półtorak                                | Maraton                                        |                                                |                                                |                                                |                                                |
| 1933                                            | MP Warszawa 1933                               | Edward Luckhaus                                | Dziesięciobój                                  |                                                |                                                |                                                |                                                |
| 1933                                            | MP Kraków 1933                                 | Julian Strzałkowski                            | 3000m z przeszkodami                           |                                                |                                                |                                                |                                                |
| 1933                                            | Razem 1933: 12                                 | Razem 1933: 12                                 | Razem 1933: 12                                 | 6                                              | 4                                              | 2                                              |                                                |
| 1934                                            | MP Poznań 1934                                 | Oskar Liedke                                   | bieg 200m                                      |                                                |                                                |                                                |                                                |
| 1934                                            | MP Poznań 1934                                 | Kazimierz Kucharski                            | bieg 800m                                      |                                                |                                                |                                                |                                                |
| 1934                                            | MP Poznań 1934                                 | Kazimierz Kucharski                            | bieg 1500m                                     |                                                |                                                |                                                |                                                |
| 1934                                            | MP Poznań 1934                                 | Julian Strzałkowski                            | 3000m z przeszkodami                           |                                                |                                                |                                                |                                                |
| 1934                                            | MP Poznań 1934                                 | Edward Luckhaus                                | skok wzwyż                                     |                                                |                                                |                                                |                                                |
| 1934                                            | MP Poznań 1934                                 | Edward Luckhaus                                | trójskok                                       |                                                |                                                |                                                | NR-14,96                                       |
| 1934                                            | MP Wilno 1934                                  | Onufry Półtorak                                | maraton                                        |                                                |                                                |                                                |                                                |
| 1934                                            | Razem 1934: 7                                  | Razem 1934: 7                                  | Razem 1934: 7                                  | 3                                              | 2                                              | 2                                              |                                                |
| 1935                                            | MP Białystok 1935                              | Kazimierz Kucharski                            | bieg 800m                                      |                                                |                                                |                                                |                                                |
| 1935                                            | MP Białystok 1935                              | Kazimierz Kucharski                            | bieg 1500m                                     |                                                |                                                |                                                |                                                |
| 1935                                            | MP Białystok 1935                              | Onufry Półtorak                                | 10 000m                                        |                                                |                                                |                                                |                                                |
| 1935                                            | MP Białystok 1935                              | Edward Luckhaus                                | trójskok                                       |                                                |                                                |                                                |                                                |
| 1935                                            | Razem 1935: 4                                  | Razem 1935: 4                                  | Razem 1935: 4                                  | 3                                              | 0                                              | 1                                              |                                                |
| 1936                                            | MP Łódź 1936                                   | Irena Daszuta                                  | 200m                                           |                                                |                                                |                                                |                                                |
| 1936                                            | MP Wilno 1936                                  | Edward Luckhaus                                | trójskok                                       |                                                |                                                |                                                |                                                |
| 1936                                            | Razem 1936: 2                                  | Razem 1936: 2                                  | Razem 1936: 2                                  | 0                                              | 2                                              | 0                                              |                                                |
| 1937                                            | MP Białystok 1937                              | Jagiellonia                                    | sztafeta olimpijska (400-300-200-100m)         |                                                |                                                |                                                |                                                |
| 1937                                            | Razem 1937: 1                                  | Razem 1937: 1                                  | Razem 1937: 1                                  | 0                                              | 0                                              | 1                                              |                                                |
| 1945                                            | MP Łódź 1945                                   | Ryszard Groman                                 | skok o tyczce                                  |                                                |                                                |                                                |                                                |
| 1945                                            | MP Łódź 1945                                   | Ryszard Groman                                 | skok w dal                                     |                                                |                                                |                                                |                                                |
| 1945                                            | MP Łódź 1945                                   | Wacław Kuźmicki                                | rzut dyskiem                                   |                                                |                                                |                                                |                                                |
| 1945                                            | Razem 1945: 3                                  | Razem 1945: 3                                  | Razem 1945: 3                                  | 2                                              | 0                                              | 1                                              |                                                |
| 1946                                            | HMP Olsztyn 1946                               | Ryszard Groman                                 | skok o tyczce                                  |                                                |                                                |                                                | (PKS Motor)                                    |
| 1946                                            | HMP Olsztyn 1946                               | Ryszard Groman                                 | skok w dal                                     |                                                |                                                |                                                | (PKS Motor)                                    |
| 1946                                            | HMP Olsztyn 1946                               | Ryszard Groman                                 | trójskok                                       |                                                |                                                |                                                | (PKS Motor)                                    |
| 1946                                            | HMP Olsztyn 1946                               | Stanisław Borodziuk                            | skok o tyczce                                  |                                                |                                                |                                                | (PKS Motor)                                    |
| 1946                                            | MP Kraków 1946                                 | Ryszard Groman                                 | skok o tyczce                                  |                                                |                                                |                                                | (PKS Motor)                                    |
| 1946                                            | MP Kraków 1946                                 | Stanisław Borodziuk                            | skok o tyczce                                  |                                                |                                                |                                                | (PKS Motor)                                    |
| 1946                                            | Razem 1946: 6                                  | Razem 1946: 6                                  | Razem 1946: 6                                  | 1                                              | 3                                              | 2                                              |                                                |
| 1958                                            | MP Bydgoszcz 1958                              | Mieczysław Kierlewicz                          | przełaj 12 km                                  |                                                |                                                |                                                |                                                |
| 1958                                            | MP Bydgoszcz 1958                              | Mieczysław Kierlewicz                          | 5 km                                           |                                                |                                                |                                                |                                                |
| 1958                                            | Razem 1958: 2                                  | Razem 1958: 2                                  | Razem 1958: 2                                  | 0                                              | 0                                              | 2                                              |                                                |
| 1959                                            | MP Gdańsk 1959                                 | Mieczysław Kierlewicz                          | 5 km                                           |                                                |                                                |                                                |                                                |
| 1959                                            | MP Gdańsk 1959                                 | Mieczysław Kierlewicz                          | przełaj 12 km                                  |                                                |                                                |                                                |                                                |
| 1959                                            | Razem 1959: 2                                  | Razem 1959: 2                                  | Razem 1959: 2                                  | 0                                              | 2                                              | 0                                              |                                                |
| 1964                                            | MP Warszawa 1964                               | Alicja Kurstak                                 | 200 m                                          |                                                |                                                |                                                |                                                |
| 1964                                            | Razem 1964: 1                                  | Razem 1964: 1                                  | Razem 1964: 1                                  | 0                                              | 0                                              | 1                                              |                                                |
| 1966                                            | MP Poznań 1966                                 | Teresa Jędrak                                  | 400 m                                          |                                                |                                                |                                                |                                                |
| 1966                                            | MP Poznań 1966                                 | Teresa Jędrak                                  | 800 m                                          |                                                |                                                |                                                |                                                |
| 1966                                            | Razem 1966: 2                                  | Razem 1966: 2                                  | Razem 1966: 2                                  | 0                                              | 0                                              | 2                                              |                                                |
| 1967                                            | MP Chorzów 1967                                | Teresa Jędrak                                  | przełaj 1,2 km                                 |                                                |                                                |                                                |                                                |
| 1967                                            | MP Chorzów 1967                                | Teresa Jędrak                                  | 800 m                                          |                                                |                                                |                                                |                                                |
| 1967                                            | Razem 1967: 2                                  | Razem 1967: 2                                  | Razem 1967: 2                                  | 0                                              | 1                                              | 1                                              |                                                |
| 1980                                            | HMP Zabrze 1980                                | Jerzy Mydlarz                                  | 1,5 km                                         |                                                |                                                |                                                |                                                |
| 1980                                            | Razem 1980: 1                                  | Razem 1980: 1                                  | Razem 1980: 1                                  | 0                                              | 1                                              | 0                                              |                                                |
| 1981                                            | HMP Zabrze 1981                                | Jerzy Mydlarz                                  | 1,5 km                                         |                                                |                                                |                                                |                                                |
| 1981                                            | MP Dębno 1981                                  | Józef Stefanowski                              | maraton                                        |                                                |                                                |                                                |                                                |
| 1981                                            | Razem 1981: 2                                  | Razem 1981: 2                                  | Razem 1981: 2                                  | 0                                              | 2                                              | 0                                              |                                                |
| 1982                                            | MP Dębno 1982                                  | Józef Stefanowski                              | maraton                                        |                                                |                                                |                                                |                                                |
| 1982                                            | Razem 1982: 1                                  | Razem 1982: 1                                  | Razem 1982: 1                                  | 0                                              | 0                                              | 1                                              |                                                |
| 1986                                            | MP Grudziądz 1986                              | Danuta Zrajkowska                              | rzut dyskiem                                   |                                                |                                                |                                                |                                                |
| 1986                                            | Razem 1986: 1                                  | Razem 1986: 1                                  | Razem 1986: 1                                  | 0                                              | 0                                              | 1                                              |                                                |
| 1989                                            | MP Kraków 1989                                 | Krystyna Danilczyk                             | pchnięcie kulą                                 |                                                |                                                |                                                |                                                |
| 1989                                            | MP Kraków 1989                                 | Danuta Zrajkowska                              | rzut dyskiem                                   |                                                |                                                |                                                |                                                |
| 1989                                            | Razem 1989: 2                                  | Razem 1989: 2                                  | Razem 1989: 2                                  | 0                                              | 0                                              | 2                                              |                                                |
| 1990                                            | HMP Spała 1990                                 | Krystyna Danilczyk                             | pchnięcie kulą                                 |                                                |                                                |                                                |                                                |
| 1990                                            | MP Piła 1990                                   | Krystyna Danilczyk                             | pchnięcie kulą                                 |                                                |                                                |                                                |                                                |
| 1990                                            | HMP Spała 1990                                 | Eugeniusz Bedeniczuk                           | trójskok                                       |                                                |                                                |                                                |                                                |
| 1990                                            | MP Piła 1990                                   | Eugeniusz Bedeniczuk                           | trójskok                                       |                                                |                                                |                                                |                                                |
| 1990                                            | Razem 1990: 4                                  | Razem 1990: 4                                  | Razem 1990: 4                                  | 1                                              | 2                                              | 1                                              |                                                |
| 1991                                            | HMP Spała 1991                                 | Krystyna Danilczyk                             | pchnięcie kulą                                 |                                                |                                                |                                                |                                                |
| 1991                                            | MP Kielce 1991                                 | Krystyna Danilczyk                             | pchnięcie kulą                                 |                                                |                                                |                                                |                                                |
| 1991                                            | MP Kielce 1991                                 | Izabela Czajko                                 | 100 m                                          |                                                |                                                |                                                |                                                |
| 1991                                            | HMP Spała 1991                                 | Eugeniusz Bedeniczuk                           | trójskok                                       |                                                |                                                |                                                |                                                |
| 1991                                            | MP Kielce 1991                                 | Eugeniusz Bedeniczuk                           | trójskok                                       |                                                |                                                |                                                |                                                |
| 1991                                            | HMP Spała 1991                                 | Izabela Czajko                                 | 60 m                                           |                                                |                                                |                                                |                                                |
| 1991                                            | Razem 1991: 6                                  | Razem 1991: 6                                  | Razem 1991: 6                                  | 2                                              | 3                                              | 1                                              |                                                |
| 1992                                            | HMP Spała 1992                                 | Krystyna Danilczyk                             | pchnięcie kulą                                 |                                                |                                                |                                                |                                                |
| 1992                                            | MP Warszawa 1992                               | Krystyna Danilczyk                             | pchnięcie kulą                                 |                                                |                                                |                                                |                                                |
| 1992                                            | MP Warszawa 1992                               | Dariusz Zielenkiewicz                          | 400 m                                          |                                                |                                                |                                                |                                                |
| 1992                                            | Razem 1992: 3                                  | Razem 1992: 3                                  | Razem 1992: 3                                  | 2                                              | 0                                              | 1                                              |                                                |
| 1993                                            | MP Kielce 1993                                 | Izabela Czajko                                 | 200 m                                          |                                                |                                                |                                                |                                                |
| 1993                                            | HMP Spała 1993                                 | Krystyna Danilczyk                             | pchnięcie kulą                                 |                                                |                                                |                                                |                                                |
| 1993                                            | MP Kielce 1993                                 | Krystyna Danilczyk                             | pchnięcie kulą                                 |                                                |                                                |                                                |                                                |
| 1993                                            | HMP Spała 1993                                 | Dariusz Zielenkiewicz                          | 400 m                                          |                                                |                                                |                                                |                                                |
| 1993                                            | MP Kielce 1993                                 | Izabela Czajko                                 | 100 m                                          |                                                |                                                |                                                |                                                |
| 1993                                            | MP Kielce 1993                                 | Eugeniusz Bedeniczuk                           | trójskok                                       |                                                |                                                |                                                |                                                |
| 1993                                            | Razem 1993: 6                                  | Razem 1993: 6                                  | Razem 1993: 6                                  | 3                                              | 1                                              | 2                                              |                                                |
| 1994                                            | MP Piła 1994                                   | Izabela Czajko                                 | 100 m                                          |                                                |                                                |                                                |                                                |
| 1994                                            | MP Piła 1994                                   | Izabela Czajko                                 | 200 m                                          |                                                |                                                |                                                |                                                |
| 1994                                            | HMP Spała 1994                                 | Krystyna Danilczyk                             | pchnięcie kulą                                 |                                                |                                                |                                                |                                                |
| 1994                                            | MP Piła 1994                                   | Krystyna Danilczyk                             | pchnięcie kulą                                 |                                                |                                                |                                                |                                                |
| 1994                                            | HMP Spała 1994                                 | Izabela Czajko                                 | 60 m                                           |                                                |                                                |                                                |                                                |
| 1994                                            | Razem 1994: 5                                  | Razem 1994: 5                                  | Razem 1994: 5                                  | 4                                              | 0                                              | 1                                              |                                                |
| 1995                                            | HMP Spała 1995                                 | Izabela Czajko                                 | 200 m                                          |                                                |                                                |                                                |                                                |
| 1995                                            | MP Warszawa 1995                               | Izabela Czajko                                 | 200 m                                          |                                                |                                                |                                                |                                                |
| 1995                                            | Razem 1995: 2                                  | Razem 1995: 2                                  | Razem 1995: 2                                  | 0                                              | 2                                              | 0                                              |                                                |
| 1996                                            | MP Piła 1996                                   | Izabela Czajko                                 | 400 m                                          |                                                |                                                |                                                |                                                |
| 1996                                            | Razem 1996: 1                                  | Razem 1996: 1                                  | Razem 1996: 1                                  | 0                                              | 0                                              | 1                                              |                                                |
| Razem pod nazwą Jagiellonia: 75                 | Razem pod nazwą Jagiellonia: 75                | Razem pod nazwą Jagiellonia: 75                | Razem pod nazwą Jagiellonia: 75                | 27                                             | 24                                             | 27                                             |                                                |
| Razem od 1920 do 1996 roku : 91                 | Razem od 1920 do 1996 roku : 91                | Razem od 1920 do 1996 roku : 91                | Razem od 1920 do 1996 roku : 91                | 30                                             | 34                                             | 27                                             |                                                |

| I Liga | I Liga               | 1957 | 10m.      | 35 929 pkt.  |       |
| I Liga | I Liga               | 1958 | 13m.      | 33 452 pkt.  |       |
| II Liga gr.I | II Liga gr.I         | 1959 | 7m. (15)  | 36 513 pkt   |       |
| II Liga | II Liga              | 1960 | b.d.      |              |       |
| III Liga (woj.) | III Liga (woj.)      | 1961 | b.d.      |              | awans |
| II Liga | II Liga              | 1962 | b.d.      |              |       |
| III Liga (woj.) | III Liga (woj.)      | 1963 | b.d.      |              |       |
| II Liga | II Liga              | 1964 | 18m. (30) | 148 933 pkt. |       |
| II Liga | II Liga              | 1965 | 12m. (32) | 157 255 pkt. |       |
| II Liga | II Liga              | 1966 | 15m. (24) | 49 086 pkt.  |       |
| II Liga (gr.I) | II Liga (gr.I)       | 1967 | 4m. (6)   | 54 512 pkt.  |       |
| II Liga (gr.I) | II Liga (gr.I)       | 1968 | b.d.      | b.d.         |       |
| II Liga (gr.I) | II Liga (gr.I)       | 1969 | 5m. (?)   | 185 pkt.     |       |
| III Liga (woj.) | III Liga (woj.)      | 1970 | b.d.      |              |       |
| III Liga (woj.) | III Liga (woj.)      | 1971 | b.d.      |              |       |
| III Liga (woj.) | III Liga (woj.)      | 1972 | b.d.      |              |       |
| III Liga (woj.) | III Liga (woj.)      | 1973 | b.d.      |              |       |
| III Liga (woj.) | III Liga (woj.)      | 1974 | b.d.      |              |       |
| III Liga (woj.) | III Liga (woj.)      | 1975 | b.d.      |              |       |
| III Liga (woj.) | III Liga (woj.)      | 1976 | b.d.      |              |       |
| III Liga (woj.) | III Liga (woj.)      | 1977 | b.d.      |              |       |
| II Liga (gr.II) | II Liga (gr.II)      | 1978 | 16m. (20) | 94 pkt.      |       |
| II Liga | II Liga              | 1979 | 20m. (20) | 81 pkt.      |       |
| Od roku 1980 nastąpił podział II Ligi na oddzielne rozgrywki dla kobiet i mężczyzn.                                    |                      |      |           |              |       |
| M | II Liga (gr.IV sp.)  | 1980 | 5m. (8)   | 81 pkt.      |       |
| M | II Liga (gr.IV sp.)  | 1981 | 4m. (8)   | 111 pkt.     |       |
| Zlikwidowano podział II Ligi na oddzielne rozgrywki dla kobiet i mężczyzn.                                             |                      |      |           |              |       |
| II Liga (gr.III sp.)                                                                                                   | II Liga (gr.III sp.) | 1982 | 6m. (10)  | 110 pkt.     |       |
| II Liga (gr.II sp.) | II Liga (gr.II sp.)  | 1983 | 7m. (8)   | 233 pkt.     |       |
| III Liga (woj.) | III Liga (woj.)      | 1984 | b.d.      |              |       |
| III Liga (woj.) | III Liga (woj.)      | 1985 | 1m.       |              |       |
| II Liga (gr.I sp.) | II Liga (gr.I sp.)   | 1986 | 2m. (8)   | 399 pkt.     |       |
| II Liga (gr.I sp.) | II Liga (gr.I sp.)   | 1987 | 1m. (7)   | 474 pkt.     |       |
| II Liga (gr. bzp.) | II Liga (gr. bzp.)   | 1988 | 2m. (8)   | 421 pkt.     |       |
| Rozgrywki I i II ligi zostały zawieszone, przyznawano miejsca w oparciu o DMP. Wznowienie ligi nastąpiło od 1994 roku. |                      |      |           |              |       |

| Młodzieżowe Mistrzostwa Polski (miejsca medalowe) | Młodzieżowe Mistrzostwa Polski (miejsca medalowe) | Młodzieżowe Mistrzostwa Polski (miejsca medalowe)    | Młodzieżowe Mistrzostwa Polski (miejsca medalowe) | Młodzieżowe Mistrzostwa Polski (miejsca medalowe) | Młodzieżowe Mistrzostwa Polski (miejsca medalowe) | Młodzieżowe Mistrzostwa Polski (miejsca medalowe) | Młodzieżowe Mistrzostwa Polski (miejsca medalowe) |
| Rok                                               | Zawody                                            | Nazwisko                                             | Konkurencja                                       | Miejsce                                           | Miejsce                                           | Miejsce                                           | Uwagi                                             |
| ------------------------------------------------- | ------------------------------------------------- | ---------------------------------------------------- | ------------------------------------------------- | ------------------------------------------------- | ------------------------------------------------- | ------------------------------------------------- | ------------------------------------------------- |
| 1986                                              | MMP                                               | Augustyn Gutowski                                    | rzut dyskiem                                      |                                                   |                                                   |                                                   |                                                   |
| 1986                                              | MMP                                               | Augustyn Gutowski                                    | pchnięcie kulą                                    |                                                   |                                                   |                                                   |                                                   |
| 1988                                              | MMP                                               | Danuta Zrajkowska                                    | rzut dyskiem                                      |                                                   |                                                   |                                                   |                                                   |
| 1989                                              | MMP                                               | Krystyna Danilczyk                                   | pchnięcie kulą                                    |                                                   |                                                   |                                                   |                                                   |
| 1989                                              | MMP                                               | Robert Snarski                                       | rzut dyskiem                                      |                                                   |                                                   |                                                   |                                                   |
| 1990                                              | MMP                                               | Izabela Czajko                                       | 100m                                              |                                                   |                                                   |                                                   |                                                   |
| 1990                                              | MMP                                               | Krystyna Danilczyk                                   | pchnięcie kulą                                    |                                                   |                                                   |                                                   |                                                   |
| 1990                                              | MMP                                               | Izabela Czajko                                       | 200m                                              |                                                   |                                                   |                                                   |                                                   |
| 1991                                              | MMP                                               | Izabela Czajko                                       | 100m                                              |                                                   |                                                   |                                                   |                                                   |
| 1991                                              | MMP                                               | Izabela Czajko                                       | 200m                                              |                                                   |                                                   |                                                   |                                                   |
| 1991                                              | MMP                                               | Grzegorz Ejsmont                                     | rzut dyskiem                                      |                                                   |                                                   |                                                   |                                                   |
| 1991                                              | MMP                                               | Dariusz Zielenkiewicz                                | 400m                                              |                                                   |                                                   |                                                   |                                                   |
| 1991                                              | MMP                                               | Janusz Olszyński                                     | rzut młotem                                       |                                                   |                                                   |                                                   |                                                   |
| 1991                                              | MMP                                               | T. Dubiło J. Malinowski A. Skibicki D. Zielenkiewicz | sztafeta 4×400 m                                  |                                                   |                                                   |                                                   | reprezentacja Jagiellonii                         |
| 1992                                              | MMP                                               | Grzegorz Ejsmont                                     | rzut dyskiem                                      |                                                   |                                                   |                                                   |                                                   |
| 1993                                              | MMP                                               | Izabela Czajko                                       | 100m                                              |                                                   |                                                   |                                                   |                                                   |
| 1993                                              | MMP                                               | Izabela Czajko                                       | 200m                                              |                                                   |                                                   |                                                   |                                                   |
| 1995                                              | MMP                                               | Krzysztof Konopko                                    | 400m                                              |                                                   |                                                   |                                                   |                                                   |
| Razem:                                            | Razem:                                            | Razem:                                               | Razem:                                            | 11                                                | 3                                                 | 4                                                 | 18                                                |

| Mistrzostwa Polski Juniorów (miejsca medalowe) | Mistrzostwa Polski Juniorów (miejsca medalowe) | Mistrzostwa Polski Juniorów (miejsca medalowe) | Mistrzostwa Polski Juniorów (miejsca medalowe) | Mistrzostwa Polski Juniorów (miejsca medalowe) | Mistrzostwa Polski Juniorów (miejsca medalowe) | Mistrzostwa Polski Juniorów (miejsca medalowe) | Mistrzostwa Polski Juniorów (miejsca medalowe) |
| Rok                                            | Zawody                                         | Nazwisko                                       | Konkurencja                                    | Miejsce                                        | Miejsce                                        | Miejsce                                        | Uwagi                                          |
| ---------------------------------------------- | ---------------------------------------------- | ---------------------------------------------- | ---------------------------------------------- | ---------------------------------------------- | ---------------------------------------------- | ---------------------------------------------- | ---------------------------------------------- |
| 1957                                           | MPJ                                            | Maria Nikolai                                  | 500 m                                          |                                                |                                                |                                                |                                                |
| 1957                                           | MPJ                                            | Jan Hołownia                                   | 1500 m z przeszkodami                          |                                                |                                                |                                                |                                                |
| 1957                                           | MPJ                                            | Władysław Nikiciuk                             | Rzut oszczepem                                 |                                                |                                                |                                                |                                                |
| 1958                                           | MPJ                                            | Władysław Nikiciuk                             | Rzut oszczepem                                 |                                                |                                                |                                                |                                                |
| 1959                                           | MPJ                                            | Władysław Nikiciuk                             | Rzut oszczepem                                 |                                                |                                                |                                                |                                                |
| 1959                                           | MPJ                                            | Janusz Grzeszczuk                              | 800 m                                          |                                                |                                                |                                                |                                                |
| 1961                                           | MPJ                                            | Władysław Dudko                                | Trójskok                                       |                                                |                                                |                                                |                                                |
| 1962                                           | MPJ                                            | Jagiellonia (Jędrak, Merska, Ostapczuk)        | Sztafeta 3×800 m                               |                                                |                                                |                                                |                                                |
| 1962                                           | MPJ                                            | Zbigniew Bruzgo                                | 200 m                                          |                                                |                                                |                                                |                                                |
| 1963                                           | MPJ                                            | Teresa Jędrak                                  | 400 m                                          |                                                |                                                |                                                |                                                |
| 1963                                           | MPJ                                            | Kazimierz Odachowski                           | 3000 m                                         |                                                |                                                |                                                |                                                |
| 1964                                           | MPJ                                            | Alicja Kurstak                                 | 100 m                                          |                                                |                                                |                                                |                                                |
| 1964                                           | MPJ                                            | Kazimierz Laskowski                            | Rzut oszczepem                                 |                                                |                                                |                                                |                                                |
| 1966                                           | MPJ                                            | Krystyna Hryniewicka                           | 400 m                                          |                                                |                                                |                                                |                                                |
| 1968                                           | MPJ                                            | Zbigniew Hillo                                 | 110 m ppł                                      |                                                |                                                |                                                |                                                |
| 1969                                           | MPJ                                            | Zbigniew Hillo                                 | 110 m ppł                                      |                                                |                                                |                                                |                                                |
| 1974                                           | JMł                                            | Elżbieta Malinowska                            | 400 m                                          |                                                |                                                |                                                |                                                |
| 1974                                           | JMł (hala)                                     | Elżbieta Malinowska                            | 400 m                                          |                                                |                                                |                                                |                                                |
| 1975                                           | JSt (hala)                                     | Elżbieta Malinowska                            | 400 m                                          |                                                |                                                |                                                |                                                |
| 1975                                           | JMł                                            | Elżbieta Malinowska                            | 400 m (hala)                                   |                                                |                                                |                                                |                                                |
| 1975                                           | JMł                                            | Elżbieta Malinowska                            | 400 m                                          |                                                |                                                |                                                |                                                |
| 1976                                           | JSt                                            | Elżbieta Malinowska                            | 400 m                                          |                                                |                                                |                                                |                                                |
| 1977                                           | JSt (hala)                                     | Elżbieta Malinowska                            | 300 m                                          |                                                |                                                |                                                |                                                |
| 1978                                           | JSt (hala)                                     | Grażyna Olszewska                              | 1000 m                                         |                                                |                                                |                                                |                                                |
| 1978                                           | JMł                                            | Wojciech Chybowski                             | Chód 10 km                                     |                                                |                                                |                                                |                                                |
| 1979                                           | JMł                                            | Eugeniusz Bałło                                | Pchnięcie kulą                                 |                                                |                                                |                                                |                                                |
| 1981                                           | JSt                                            | Krzysztof Gregorczuk                           | Przełaj 6 km                                   |                                                |                                                |                                                |                                                |
| 1985                                           | JSt                                            | Danuta Zrajkowska                              | Rzut dyskiem                                   |                                                |                                                |                                                |                                                |
| 1985                                           | JSt                                            | Robert Dźwigaj                                 | Rzut młotem                                    |                                                |                                                |                                                |                                                |
| 1985                                           | JSt                                            | Jarosław Ejsmont                               | Rzut dyskiem                                   |                                                |                                                |                                                |                                                |
| 1985                                           | JMł                                            | Robert Snarski                                 | Rzut dyskiem                                   |                                                |                                                |                                                |                                                |
| 1986                                           | JSt                                            | Danuta Zrajkowska                              | Rzut dyskiem                                   |                                                |                                                |                                                |                                                |
| 1986                                           | JMł                                            | Bożena Kulik                                   | Rzut dyskiem                                   |                                                |                                                |                                                |                                                |
| 1987                                           | JSt (hala)                                     | Sławomir Kulmaczewski                          | Trójskok                                       |                                                |                                                |                                                |                                                |
| 1987                                           | JMł                                            | Bożena Kulik                                   | Rzut dyskiem                                   |                                                |                                                |                                                |                                                |
| 1988                                           | JSt                                            | Krzysztof Polubicki                            | Rzut młotem                                    |                                                |                                                |                                                |                                                |
| 1988                                           | JMł                                            | Dariusz Zielenkiewicz                          | Rzut dyskiem                                   |                                                |                                                |                                                |                                                |
| 1989                                           | JSt                                            | Izabela Czajko                                 | 100 m                                          |                                                |                                                |                                                |                                                |
| 1989                                           | JSt                                            | Grzegorz Ejsmont                               | Rzut dyskiem                                   |                                                |                                                |                                                |                                                |
| 1989                                           | JMł                                            | Dariusz Zielenkiewicz                          | 400 m                                          |                                                |                                                |                                                |                                                |
| 1989                                           | JMł                                            | Andrzej Czerwiński                             | 2000 m z przeszkodami                          |                                                |                                                |                                                |                                                |
| 1990                                           | JSt                                            | Dariusz Zielenkiewicz                          | 400 m                                          |                                                |                                                |                                                |                                                |
| 1990                                           | JSt (hala)                                     | Izabela Czajko                                 | 60 m                                           |                                                |                                                |                                                |                                                |
| 1990                                           | JSt                                            | Izabela Czajko                                 | 100 m                                          |                                                |                                                |                                                |                                                |
| 1990                                           | JSt                                            | Izabela Czajko                                 | 200 m                                          |                                                |                                                |                                                |                                                |
| 1990                                           | JSt                                            | Andrzej Czerwiński                             | 5000 m                                         |                                                |                                                |                                                |                                                |
| 1990                                           | JSt                                            | Andrzej Czerwiński                             | Przełaj                                        |                                                |                                                |                                                |                                                |
| 1990                                           | JMł                                            | Jolanta Rusin                                  | 100 m ppł                                      |                                                |                                                |                                                |                                                |
| 1991                                           | JMł                                            | Jolanta Rusin                                  | 100 m ppł                                      |                                                |                                                |                                                |                                                |
| Razem:                                         | Razem:                                         | Razem:                                         | Razem:                                         | 19                                             | 24                                             | 13                                             | 56                                             |

### Boks
Sekcja bokserska Jagiellonii Białystok powstała w latach 30. XX wieku. Jej zawodnicy należeli do krajowej czołówki, zdobywając medale mistrzostw Polski. Jednym z najwybitniejszych pięściarzy klubu oraz regionu był Stanisław Górecki, startujący w najlżejszych kategoriach wagowych – muszej (do 51 kg) i koguciej (do 54 kg). W 1934 roku zdobył brązowy medal mistrzostw Polski w wadze muszej podczas zawodów w Poznaniu. Górecki dwukrotnie rywalizował z późniejszym wicemistrzem Europy Antonim Czortkiem, tocząc wyrównane pojedynki. Choć nie zdołał go pokonać w walce o złoto, uznawany był za jednego z najbardziej utalentowanych pięściarzy wschodniej Polski. Jego sukcesy znacząco przyczyniły się do rozwoju i popularności boksu w Białymstoku w okresie międzywojennym. Największe sukcesy odniosła przed 1939 rokiem, zdobywając pięć brązowych medali mistrzostw Polski seniorów w lżejszych kategoriach wagowych. Trenerami byli m.in. Józef Witczak i Lew Rozenblum. Do czołowych zawodników należeli Stanisław Górecki oraz Władysław Maj, który pokonał m.in. medalistę mistrzostw Europy Władysława Forlańskiego.
Sekcja bokserska odrodziła się po II wojnie światowej, jednak w latach 60. XX wieku została rozwiązana. Jej czołowi zawodnicy zasilili wówczas drużynę białostockiej Gwardii. Największe osiągnięcia zanotował były Jagiellończyk Jan Gałązka – dwukrotny mistrz Polski juniorów, srebrny medalista mistrzostw Europy (1965) i olimpijczyk z Meksyku (1968). 
| 1934 | MP Poznań 1934  | Stanisław Górecki    | waga musza (do 50,8 kg)    | brąz |  |
| 1935 | MP Poznań 1935  | Władysław Maj        | waga lekka (do 61,2 kg)    | brąz |  |
| 1937 | MP Poznań 1937  | Bronisław Piotrowicz | waga piórkowa (do 57,2 kg  | brąz |  |
| 1938 | MP Łódź 1938    | Stanisław Górecki    | waga kogucia (do 53,5 kg)  | brąz |  |
| 1961 | MP Wrocław 1961 | Waldemar Maliszewski | waga półśrednia (do 67 kg) | brąz |  |

### Jeździectwo
Sekcja jeździecka Jagiellonii Białystok została utworzona w marcu 1939 roku, w okresie, gdy klub znajdował się pod wojskową kuratelą. Była to jedyna sekcja hippiczna w przedwojennym województwie białostockim, w barwach której mogli startować wojskowi jeźdźcy z lokalnych jednostek. Niestety, działalność sekcji została przerwana przez wybuch II wojny światowej, zanim zdążyła się w pełni rozwinąć

### Tenis
Sekcja tenisa ziemnego Jagiellonii Białystok powstała na początku lat 30. i szybko stała się jednym z czołowych ośrodków tenisowych w ówczesnym województwie białostockim. Najbardziej utalentowanym zawodnikiem Jagiellonii był Konstanty Szczawiński, uznawany za najlepszego tenisistę regionu w okresie międzywojennym. Do jego największych sukcesów należą mistrzostwo Wilna (1936) oraz zwycięstwo w turnieju dla zawodników z województw wschodnich (Druskienniki 1937), co przyniosło mu nieoficjalny tytuł mistrza Polski kresów.
Zespół Jagiellonii startował również w drużynowych mistrzostwach Polski, gdzie rywalizował w systemie pucharowym, najczęściej odpadając w pierwszych rundach w starciach z silnymi drużynami z Warszawy. Sekcja została rozwiązana w 1937 roku, a część jej zawodników przeszła do klubu BKT Białystok.

### Piłka ręczna (Hazena)
Sekcja żeńskiej piłki ręcznej w Jagiellonii Białystok sięga lat 30. XX wieku. Już wkrótce po założeniu klubu w 1932 roku, w jego strukturach zaczęto uprawiać hanzenę – grę będącą bezpośrednią poprzedniczką współczesnej piłki ręcznej. W dniu 10 września 1935 roku na Stadionie Zwierzynieckim odbył się międzynarodowy mecz towarzyski pomiędzy reprezentacją Białegostoku (opartą głównie na zawodniczkach Jagiellonii) a drużyną Jugosławii – jedną z czołowych ekip świata w tamtym czasie. Spotkanie zakończyło się zwycięstwem gości 21:8. Najlepsze w białostockim zespole były Irena Daszuta (4 bramki) i Stanisława Pawłowska (3 bramki).

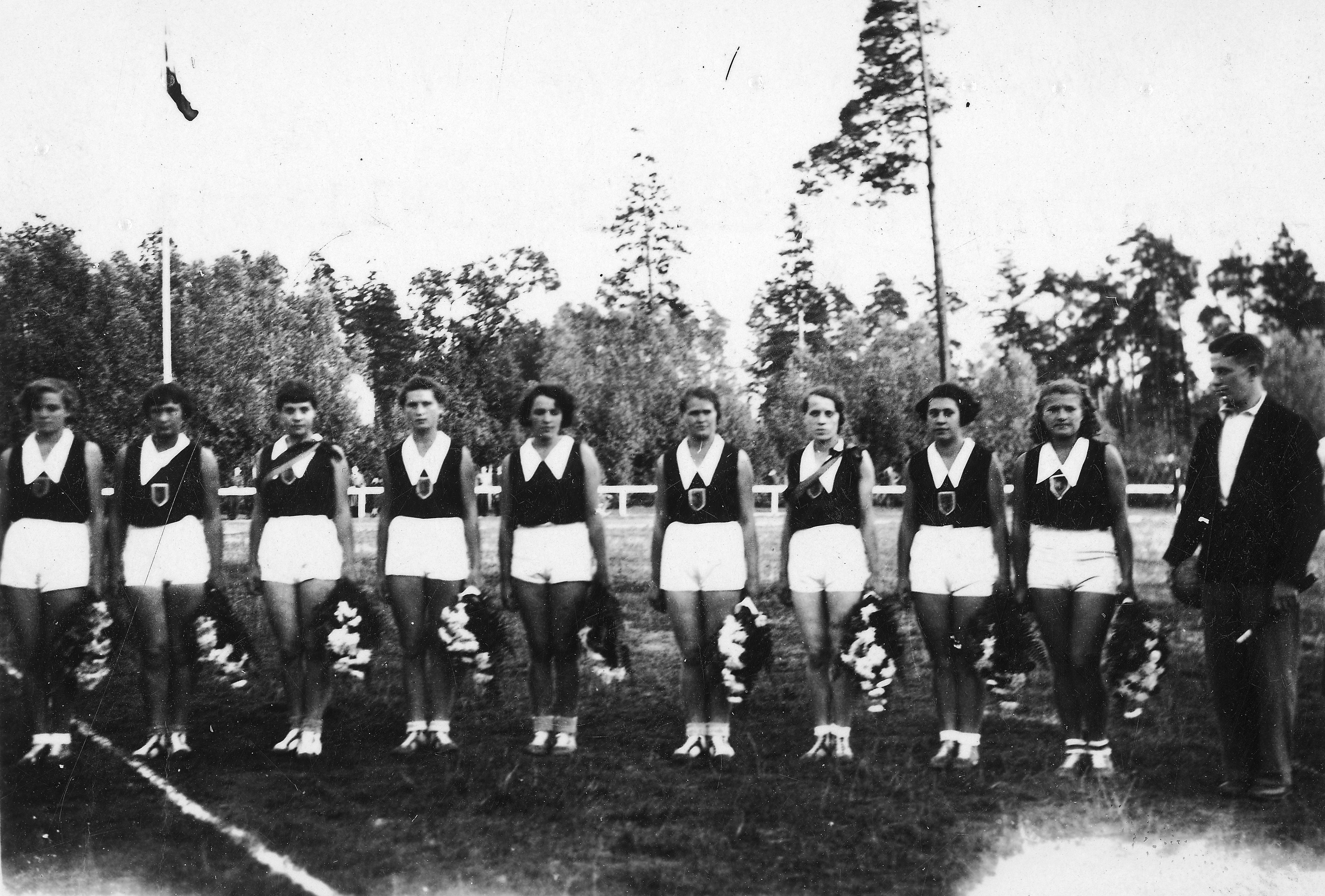
Sekcja hazeny (piłki ręcznej) - 1935 rok

Zawodniczki Jagiellonii dominowały w rywalizacji w przedwojennym województwie białostockim. W 1936 roku klub wystąpił w turnieju finałowym Mistrzostw Polski rozgrywanym w Białymstoku, zajmując 4. miejsce wśród pięciu startujących drużyn. Skład zespołu: Miniewska (bramkarka), Bronowicka, Irena Daszuta, Dolistowska, Natkówna, Ostaszewska, Stanisława Pawłowska.
Męska sekcja piłki ręcznej Jagiellonii Białystok również miała swoje początki w latach 30. XX wieku. Zespół dominował w regionalnych rozgrywkach o mistrzostwo okręgu, których pierwsza edycja odbyła się w 1933 roku. Rok później, w 1934, Jagiellonia wystąpiła w turnieju finałowym Mistrzostw Polski. Turniej rozegrany został w Łodzi w systemie pucharowym, a drużyna z Białegostoku awansowała bez gry do półfinału i ostatecznie zajęła 4. miejsce w kraju. Skład: Jan Rzydziłko (bramkarz), Karol Kowalczyński, Stanisław Kudaszewicz, Stanisław Maśliński, Sergiusz Nizniczenko, Edward Skalimowski.

### Koszykówka
Sekcja koszykówki Jagiellonii Białystok, aktywna w latach 30. XX wieku. Brała udział w rywalizacji o mistrzostwo okręgu białostockiego, a także w rozgrywkach ogólnopolskich.
Koszykówka w regionie białostockim zyskała popularność pod koniec lat 20., głównie dzięki drużynom szkolnym. Od 1931 roku rozpoczęto regularne rozgrywki o klubowe mistrzostwo okręgu, rozgrywane latem na otwartych boiskach. Jagiellonia była jednym z czołowych zespołów województwa, obok drużyn takich jak Makabi Białystok, ŁKS Łomża czy WKS 76 PP Grodno.
W 1934 roku koszykarze Jagiellonii zajęli 6. miejsce w turnieju finałowym Mistrzostw Polski, przegrywając minimalnie mecz o wejście do półfinału z Unią Lublin (21:26). Najlepszymi zawodnikami zespołu w okresie międzywojennym byli Władysław Miluski, Henryk Senderacki i Jan Malewicz.

### Siatkówka
Sekcja siatkówki Jagiellonii Białystok została utworzona jeszcze w okresie międzywojennym i należała do czołowych zespołów w województwie białostockim. Klub posiadał drużyny zarówno męskie, jak i żeńskie.
Męska drużyna Jagiellonii Białystok była najsilniejszym zespołem siatkarskim regionu w latach 30. XX wieku. Reprezentowała województwo w ogólnopolskich turniejach o mistrzostwo Polski, biorąc udział zarówno w zawodach halowych, jak i letnich rozgrywanych na otwartym powietrzu. W swoim debiucie podczas letniego turnieju finałowego mistrzostw Polski, rozegranego w czerwcu 1933 roku w Toruniu, Jagiellonia zajęła 7. miejsce. Rok później w turnieju halowym poprawiła ten wynik, zajmując 6. lokatę i wyprzedzając m.in. AZS Wilno – najpoważniejszego rywala sportowego białostoczan w tym okresie.
Żeńska sekcja siatkówki Jagiellonii Białystok rozwijała się równolegle z męską i należała do czołówki klubów kobiecych w regionie. Pod koniec lat 20. XX wieku siatkarki Jagiellonii rywalizowały na wysokim poziomie z drużynami takimi jak ZWM Białystok, Sokół Białystok czy Cresovia Grodno.

### Szachy
Sekcja szachowa Jagiellonii Białystok ma bogate tradycje, sięgające jeszcze okresu przedwojennego. Po II wojnie światowej białostoccy szachiści kontynuowali rywalizację na wysokim poziomie krajowym. Jedną z kluczowych postaci był Edward Radziszewski, który nie tylko odnosił indywidualne sukcesy (m.in. zwycięstwa nad mistrzami Polski), ale także przez wiele lat kierował sekcją szachową Jagiellonii.
W latach 50. wyróżniał się także Zbigniew Cylwik, zdobywca srebrnego medalu mistrzostw Polski juniorów w 1956 roku. Cylwik później wielokrotnie reprezentował Jagiellonię w finałach mistrzostw Polski seniorów (12. miejsce w 1962 i 13. miejsce w 1963). Od lat 70. Jagiellonia była wiodącą sekcją szachową w regionie, występując przez dwanaście sezonów w II lidze pod wodzą grającego trenera Bogdana Bieluczyka. W 1976 roku zespół był bliski awansu do ekstraklasy, przegrywając kluczowy mecz z Hutnikiem Warszawa.

W tym okresie w klubie pojawiły się nowe talenty, m.in. Dariusz Klimaszewski – srebrny medalista MP juniorów młodszych z 1975 roku i reprezentant kraju. Jego sukces powtórzył w 1982 roku Dariusz Drzemicki, który rok wcześniej zajął 4. miejsce w MP juniorów w Olecku, uzyskując tyle samo punktów co medaliści.
W rozwoju sekcji szachowej Jagiellonii kluczową rolę odegrał Bogdan Bieluczyk, wybitny szkoleniowiec, który pomimo trudnych doświadczeń życiowych, z wielkim zaangażowaniem poświęcił się pracy trenerskiej. Wspólnie z bratem Tadeuszem wyszkolił wielu utalentowanych zawodników i zawodniczek, w tym m.in. Dariusza Klimaszewskiego, Dariusza Drzemickiego, Alicję Zawadzką, Jolantę Krynicką i Piotra Bobrasa.
W latach 70. juniorskie drużyny Jagiellonii dwukrotnie zwyciężały w rozgrywkach II ligi (1974 i 1976), jednak ze względu na ówczesne przepisy PZSzach, które uzależniały awans juniorów od awansu drużyny seniorskiej, nie uzyskały prawa gry w I lidze. Dopiero w latach 80. zmiany regulaminowe pozwoliły na awans. Jagiellonia występowała w I lidze juniorów w latach 1987–1988.
Liderką zespołu była Alicja Zawadzka, brązowa medalistka mistrzostw Polski juniorek z 1985 roku oraz reprezentantka kraju. W późniejszych latach czterokrotnie występowała w finałach mistrzostw Polski seniorek, zajmując najwyżej 10. miejsce (1993). Silnym punktem drużyny była również Jolanta Krynicka, która zdobyła m.in. brąz i srebro MP juniorek do lat 20 (1992, 1993) oraz dwukrotnie 9. miejsce w MP seniorek (1994, 1995) – co jest najlepszym osiągnięciem szachistki z regionu w historii tej rywalizacji. Od 1995 roku reprezentowała klub Hańcza-Pribo Suwałki.
W latach 90. czołowym reprezentantem Jagiellonii był Piotr Bobras, jeden z najwybitniejszych szachistów młodego pokolenia w regionie. Zdobył trzy brązowe medale mistrzostw Polski juniorów: w 1991 (do lat 14), 1994 i 1995 (do lat 18), a także reprezentował Polskę na mistrzostwach świata juniorów, plasując się w czołówce. W drugiej połowie lat 90. przeniósł się do klubu Hańcza-Pribo Suwałki.
W listopadzie 1994 roku powołano Białostockie Towarzystwo Szachowe, kończąc formalnie działalność sekcji w strukturach Jagiellonii.
| Wyniki indywidualne w mistrzostwach Polski juniorów (miejsca medalowe) | Wyniki indywidualne w mistrzostwach Polski juniorów (miejsca medalowe) | Wyniki indywidualne w mistrzostwach Polski juniorów (miejsca medalowe) | Wyniki indywidualne w mistrzostwach Polski juniorów (miejsca medalowe) | Wyniki indywidualne w mistrzostwach Polski juniorów (miejsca medalowe) |
| Rok                                                                    | Zawodnik                                                               | Kategoria                                                              | Medal                                                                  | Uwagi                                                                  |
| ---------------------------------------------------------------------- | ---------------------------------------------------------------------- | ---------------------------------------------------------------------- | ---------------------------------------------------------------------- | ---------------------------------------------------------------------- |
| 1975                                                                   | Dariusz Klimaszewski                                                   | (juniorzy młodsi)                                                      | srebro                                                                 |                                                                        |
| 1982                                                                   | Dariusz Drzemicki                                                      | (juniorzy starsi)                                                      | srebro                                                                 |                                                                        |
| 1985                                                                   | Alicja Zawadzka                                                        | (juniorzy młodsi)                                                      | brąz                                                                   |                                                                        |
| 1991                                                                   | Piotr Bobras                                                           | (do lat 14)                                                            | brąz                                                                   |                                                                        |
| 1992                                                                   | Jolanta Krynicka                                                       | (do lat 20)                                                            | srebro                                                                 |                                                                        |
| 1993                                                                   | Jolanta Krynicka                                                       | (do lat 20)                                                            | brąz                                                                   |                                                                        |
| 1993                                                                   | Krzysztof Jakubowski                                                   | (do lat 10)                                                            | srebro                                                                 |                                                                        |
| 1994                                                                   | Piotr Bobras                                                           | (do lat 18)                                                            | brąz                                                                   |                                                                        |
| 1995                                                                   | Piotr Bobras                                                           | (do lat 18)                                                            | brąz                                                                   |                                                                        |

Zespół regularnie występował w II lidze w latach 1970–1994, osiągając najwyższe miejsca w sezonach 1974 i 1976 (2. miejsce). Po kilku spadkach i reorganizacjach ligowych, sekcja została ostatecznie wycofana z rozgrywek w 1994 roku.
| Wyniki Jagiellonii Białystok w II lidze seniorów (szachy) | Wyniki Jagiellonii Białystok w II lidze seniorów (szachy) | Wyniki Jagiellonii Białystok w II lidze seniorów (szachy)                   |
| Rok                                                       | Miejsce                                                   | Uwagi                                                                       |
| --------------------------------------------------------- | --------------------------------------------------------- | --------------------------------------------------------------------------- |
| 1970                                                      | 5                                                         |                                                                             |
| 1971                                                      | 6                                                         |                                                                             |
| 1972                                                      | 4                                                         |                                                                             |
| 1973                                                      | 7                                                         |                                                                             |
| 1974                                                      | 2                                                         |                                                                             |
| 1975                                                      | 7                                                         |                                                                             |
| 1976                                                      | 2                                                         |                                                                             |
| 1977                                                      | 3                                                         |                                                                             |
| 1978                                                      | 6                                                         |                                                                             |
| 1979                                                      | 10                                                        | Degradacja do klasy makroregionalnej                                        |
| 1981                                                      | 6                                                         |                                                                             |
| 1982                                                      | 9                                                         |                                                                             |
| 1983                                                      | 6                                                         |                                                                             |
| 1984                                                      | 8/9                                                       |                                                                             |
| 1985                                                      | 9                                                         |                                                                             |
| 1986                                                      | 10                                                        | Degradacja do klasy międzywojewódzkiej                                      |
| 1989                                                      | 7                                                         |                                                                             |
| 1990                                                      | –                                                         | Zamiast rozgrywek ligowych odbył się jeden turniej o DMP                    |
| 1991                                                      | –                                                         | DMP jako kwalifikacja do I i II ligi – degradacja do klasy makroregionalnej |
| 1993                                                      | 15                                                        |                                                                             |
| 1994                                                      | –                                                         | Wycofanie z rozgrywek                                                       |

### Szachy KSz Jagiellonia
Klub Szachowy Jagiellonia Białystok z siedzibą w Białymstoku, założony 4 grudnia 2017 roku. Kontynuuje tradycje sportowe wielosekcyjnego klubu Jagiellonia Białystok, wykorzystując jego nazwę, barwy i herb. Klub funkcjonuje jako stowarzyszenie sportowe, zarejestrowane w ewidencji uczniowskich klubów sportowych. Siedziba klubu mieści się przy ul. Fabrycznej 8 w Białymstoku.
Celem klubu jest popularyzacja szachów na Podlasiu, a szczególny nacisk kładzie na szkolenie dzieci i młodzieży. Organizuje turnieje lokalne oraz uczestniczy w rozgrywkach ogólnopolskich. Zajęcia prowadzone są przez doświadczonych instruktorów, m.in. Jarosława Galeja i Wojciecha Ostrowicza.
W krótkim czasie działalności zawodnicy KSz Jagiellonia osiągnęli sukcesy na arenie krajowej – m.in. Eliza Dąbrowska i Filip Roszkowski zdobyli medale Mistrzostw Polski Dzieci w 2019 roku, a klub zwyciężył w klasyfikacji drużynowej tego turnieju.
 Kolarstwo
Sekcja kolarska Jagiellonii Białystok, działająca głównie w latach 70. XX wieku. Jej działalność skupiała się na szkoleniu młodzieży i udziale w zawodach kolarskich na szczeblu regionalnym i krajowym. Choć brak jest szerokiej dokumentacji osiągnięć sekcji, odegrała ona istotną rolę w popularyzacji kolarstwa w Białymstoku i regionie.
Pierwsze wzmianki o wyścigach kolarskich w regionie białostockim pochodzą jeszcze z czasów carskich, z 1905 roku. W okresie międzywojennym organizowano wiele lokalnych wyścigów, w których wyróżniali się białostoccy zawodnicy, m.in. Mikołaj Kozłowski (Ognisko), Alojzy Lul (Sparta), Aleksander Łukaszewski (Jagiellonia) oraz Stefan Kiejko (Cresovia Grodno). W latach 1929 i 1933 przez Białystok prowadziła trasa Wyścigu Dookoła Polski. Z czasem, podobnie jak inne sekcje klubu, kolarska została rozwiązana, a jej tradycje kontynuowały inne ośrodki kolarskie w mieście.

### Pływanie
Sekcja pływacka Jagiellonii Białystok działała głównie w latach 70. i 80. XX wieku, osiągając znaczące sukcesy na szczeblu krajowym i międzynarodowym.
Do najwybitniejszych zawodników klubu należała Katarzyna Jurejko, która zdobyła pierwsze złote medale mistrzostw Polski dla województwa białostockiego w pływaniu (MP do lat 13 w 1977 roku – 100 i 200 m stylem klasycznym). W kolejnych latach (1978–1983) była reprezentantką Polski w kategoriach juniorek i seniorek, odnosząc sukcesy również za granicą – m.in. 2. miejsce w sztafecie i 5. indywidualnie na mistrzostwach Szwajcarii w 1977 roku. W krajowej rywalizacji wywalczyła kilkanaście medali, w tym siedem złotych, a 18 marca 1979 roku jako pierwsza Polka przepłynęła 100 m stylem dowolnym w czasie poniżej jednej minuty (59,40 s), ustanawiając jeden z sześciu rekordów Polski w tej konkurencji. Karierę zakończyła przedwcześnie w 1984 roku.
Wśród innych wyróżniających się zawodników sekcji znajdowali się Grzegorz Zagórski (rekord Polski do lat 10 na 400 m st. dowolnym w 1975), Jarosław Jóźwik, Marek Szreniawski (medalista MP juniorów w stylu klasycznym, reprezentant kraju), Jarosław Kruk i Eugenia Pietruczuk. 
Działalność sekcji została wygaszona po odejściu trenera Załuskiego do Gorzowa. Basen klubowy przy ul. Mickiewicza, nieużywany i zaniedbany, został w latach 90. sprzedany.
| Mistrzostwa Polski Seniorów (lokaty 1–8) | Mistrzostwa Polski Seniorów (lokaty 1–8) | Mistrzostwa Polski Seniorów (lokaty 1–8) | Mistrzostwa Polski Seniorów (lokaty 1–8) | Mistrzostwa Polski Seniorów (lokaty 1–8) | Mistrzostwa Polski Seniorów (lokaty 1–8) |
| Rok                                      | Zawodnik                                 | Konkurencja                              | Styl                                     | Miejsce                                  |                                          |
| ---------------------------------------- | ---------------------------------------- | ---------------------------------------- | ---------------------------------------- | ---------------------------------------- | ---------------------------------------- |
| 1978                                     | Katarzyna Jurejko                        | 100 m                                    | klasyczny (hala)                         | 6                                        |                                          |
| 1979                                     | Katarzyna Jurejko                        | 100 m                                    | dowolny (hala)                           | złoto                                    |                                          |
| 1979                                     | Katarzyna Jurejko                        | 400 m                                    | dowolny (hala)                           | złoto                                    |                                          |
| 1979                                     | Katarzyna Jurejko                        | 800 m                                    | dowolny (hala)                           | złoto                                    |                                          |
| 1979                                     | Katarzyna Jurejko                        | 200 m                                    | dowolny                                  | srebro                                   |                                          |
| 1979                                     | Katarzyna Jurejko                        | 200 m                                    | dowolny (hala)                           | brąz                                     |                                          |
| 1979                                     | Katarzyna Jurejko                        | 100 m                                    | klasyczny (hala)                         | 5                                        |                                          |
| 1980                                     | Katarzyna Jurejko                        | 100 m                                    | dowolny (hala)                           | złoto                                    |                                          |
| 1980                                     | Katarzyna Jurejko                        | 100 m                                    | dowolny                                  | 4                                        |                                          |
| 1980                                     | Katarzyna Jurejko                        | 200 m                                    | dowolny (hala)                           | 6                                        |                                          |
| 1980                                     | Katarzyna Jurejko                        | 100 m                                    | klasyczny                                | 6                                        |                                          |
| 1981                                     | Katarzyna Jurejko                        | 100 m                                    | dowolny (hala)                           | złoto                                    |                                          |
| 1981                                     | Katarzyna Jurejko                        | 100 m                                    | dowolny                                  | brąz                                     |                                          |
| 1981                                     | Katarzyna Jurejko                        | 50 m                                     | dowolny                                  | 5                                        |                                          |
| 1982                                     | Katarzyna Jurejko                        | 100 m                                    | dowolny (hala)                           | złoto                                    |                                          |
| 1982                                     | Katarzyna Jurejko                        | 200 m                                    | dowolny (hala)                           | złoto                                    |                                          |
| 1982                                     | Katarzyna Jurejko                        | 50 m                                     | dowolny                                  | brąz                                     |                                          |
| 1982                                     | Katarzyna Jurejko                        | 100 m                                    | dowolny (hala)                           | 6                                        |                                          |
| 1983                                     | Katarzyna Jurejko                        | 200 m                                    | zmienny (hala)                           | srebro                                   |                                          |
| 1983                                     | Katarzyna Jurejko                        | 100 m                                    | dowolny (hala)                           | brąz                                     |                                          |
| 1983                                     | Katarzyna Jurejko                        | 50 m                                     | dowolny                                  | 5                                        |                                          |
| 1983                                     | Katarzyna Jurejko                        | 100 m                                    | dowolny                                  | 6                                        |                                          |

| Mistrzostwa Polski Juniorów (lokaty 1–3) | Mistrzostwa Polski Juniorów (lokaty 1–3) | Mistrzostwa Polski Juniorów (lokaty 1–3) | Mistrzostwa Polski Juniorów (lokaty 1–3) | Mistrzostwa Polski Juniorów (lokaty 1–3) | Mistrzostwa Polski Juniorów (lokaty 1–3) |
| Rok                                      | Zawodnik                                 | Kategoria wiekowa                        | Konkurencja                              | Styl                                     | Miejsce                                  |
| ---------------------------------------- | ---------------------------------------- | ---------------------------------------- | ---------------------------------------- | ---------------------------------------- | ---------------------------------------- |
| 1977                                     | Katarzyna Jurejko                        | do 13 lat                                | 100 m                                    | klasyczny (hala)                         | 1                                        |
| 1977                                     | Katarzyna Jurejko                        | do 13 lat                                | 100 m                                    | klasyczny (otwarty basen)                | 1                                        |
| 1977                                     | Katarzyna Jurejko                        | do 13 lat                                | 200 m                                    | klasyczny (hala)                         | 1                                        |
| 1977                                     | Katarzyna Jurejko                        | do 13 lat                                | 200 m                                    | klasyczny (otwarty basen)                | 1                                        |
| 1977                                     | Katarzyna Jurejko                        | do 13 lat                                | 200 m                                    | klasyczny                                | 2                                        |
| 1977                                     | Marek Szreniawski                        | do 13 lat                                | 100 m                                    | klasyczny (hala)                         | 2                                        |
| 1977                                     | Marek Szreniawski                        | do 13 lat                                | 200 m                                    | klasyczny (hala)                         | 2                                        |
| 1978                                     | Katarzyna Jurejko                        | do 14 lat                                | 100 m                                    | klasyczny                                | 1                                        |
| 1978                                     | Katarzyna Jurejko                        | do 14 lat                                | 100 m                                    | klasyczny (hala)                         | 2                                        |
| 1978                                     | Katarzyna Jurejko                        | do 14 lat                                | 200 m                                    | zmienny (hala)                           | 2                                        |
| 1978                                     | Marek Szreniawski                        | do 14 lat                                | 200 m                                    | klasyczny                                | 2                                        |
| 1978                                     | Katarzyna Jurejko                        | do 14 lat                                | 100 m                                    | dowolny (hala)                           | 3                                        |
| 1978                                     | Katarzyna Jurejko                        | do 14 lat                                | 100 m                                    | dowolny (otwarty basen)                  | 3                                        |
| 1978                                     | Katarzyna Jurejko                        | do 14 lat                                | 200 m                                    | dowolny (hala)                           | 3                                        |
| 1978                                     | Katarzyna Jurejko                        | do 14 lat                                | 200 m                                    | dowolny (otwarty basen)                  | 3                                        |
| 1978                                     | Marek Szreniawski                        | do 14 lat                                | 100 m                                    | klasyczny (hala)                         | 3                                        |
| 1978                                     | Marek Szreniawski                        | do 14 lat                                | 200 m                                    | klasyczny (hala)                         | 3                                        |
| 1979                                     | Katarzyna Jurejko                        | do 16 lat                                | 100 m                                    | klasyczny (hala)                         | 1                                        |
| 1979                                     | Katarzyna Jurejko                        | do 16 lat                                | 100 m                                    | klasyczny (otwarty basen)                | 1                                        |
| 1979                                     | Katarzyna Jurejko                        | do 16 lat                                | 200 m                                    | dowolny (hala)                           | 1                                        |
| 1979                                     | Katarzyna Jurejko                        | do 16 lat                                | 200 m                                    | klasyczny (hala)                         | 1                                        |
| 1979                                     | Katarzyna Jurejko                        | do 16 lat                                | 400 m                                    | dowolny (hala)                           | 1                                        |
| 1979                                     | Katarzyna Jurejko                        | do 16 lat                                | 400 m                                    | dowolny (otwarty basen)                  | 1                                        |
| 1979                                     | Katarzyna Jurejko                        | do 16 lat                                | 200 m                                    | dowolny                                  | 3                                        |
| 1979                                     | Katarzyna Jurejko                        | do 16 lat                                | 800 m                                    | dowolny                                  | 3                                        |
| 1979                                     | Jarosław Kruk                            | do 13 lat                                | 200 m                                    | grzbietowy (hala)                        | 3                                        |

### Szermierka
Sekcja szermiercza Jagiellonii Białystok została założona i prowadzona przez Jerzego Gadkowskiego, który przez wiele lat uczestniczył również w szkoleniu kadry narodowej. Pierwsze sukcesy przyszły w latach 50. – Bogusław Burzyński pokonał m.in. olimpijczyków Zygmunta Pawlasa i Ryszarda Zuba w mistrzostwach pionu CRZZ (1956), a Jerzy Dudar zdobył klasę mistrzowską. W 1959 roku Leszek Czasun pokonał Jerzego Pawłowskiego, późniejszego mistrza olimpijskiego.
W latach 60. Jagiellonia była gospodarzem prestiżowego zimowego turnieju, w którym rywalizowali czołowi szablistów świata. W 1963 roku cztery pierwsze miejsca zajęli: Andrzej Piątkowski, Emil Ochyra, Jerzy Pawłowski i Wojciech Zabłocki.
Szermierze Jagiellonii zaczęli też odnosić sukcesy międzynarodowe. W 1964 roku Jerzy Prągowski zdobył srebro MP juniorów i złoto w kategorii młodzików, a Tomasz Kopczyński dotarł do finałowej ósemki Mistrzostw Świata juniorów w Budapeszcie. W kolejnym sezonie obaj zawodnicy trafili do reprezentacji Polski seniorów, a podczas turnieju o Szablę Wołodyjowskiego walnie przyczynili się do niespodziewanego zwycięstwa drugiego zespołu Polski nad pierwszym. Prągowski wyróżnił się również podczas Mistrzostw Świata juniorów w Rotterdamie, gdzie pokonał faworyzowanego Rosjanina Komisariowa.
Jerzy Pręgowski dotarł do ćwierćfinału MŚ Juniorów w Rotterdamie (1965), gdzie uległ późniejszemu mistrzowi, zdobywając uznanie za sportową postawę. W tym samym roku wraz z Tomaszem Kopczyńskim zdobył brązowy medal Uniwersjady w Bukareszcie w turnieju drużynowym. Od 1966 roku obaj reprezentowali AZS Warszawa.
Kolejny wychowanek Jerzego Gadkowskiego, Jerzy Pisula, osiągał sukcesy już jako zawodnik Wrocławia, zdobywając medale MP i reprezentując Polskę. W 1967 roku objawił się talent Zbigniewa Pręgowskiego, który zdobył dwa tytuły mistrza Polski juniorów młodszych, a później odnosił sukcesy w starszych kategoriach, m.in. wygrywając turniej Nadziei Olimpijskich (1969) i osiągając finałową ósemkę MŚ Juniorów (1972). Obaj bracia Pręgowscy zostali naukowcami – Zbigniew w Warszawie, Jerzy w Białymstoku.
W 1969 roku szabliści Jagiellonii zdobyli pierwszy drużynowy medal MP juniorów (brąz), a w latach 70. powtórzyli ten sukces kilkakrotnie. Wyróżniali się m.in. Zbigniew Pręgowski, Andrzej Koczot, Grzegorz Florczak, Marek Trudnos i Krzysztof Ołdyński. Mimo trudnych warunków treningowych, m.in. ćwiczeń przy świecach, zespół osiągał solidne wyniki także w MP seniorów.
Sekcja rozwijała również kobiecą szermierkę – największym sukcesem było 6. miejsce Teresy Cander w turnieju ogólnopolskim (1970). Od 1979 roku szkoleniem zajęli się wychowankowie Gadkowskiego – Florczak i Ołdyński, wychowując kolejne pokolenie utalentowanych szablistów. Wśród nich wyróżniali się Janusz Szkiłądź, Wojciech Chwieroś, Jarosław Mazurek (mistrz Polski juniorów 1985 i 1987) oraz bracia Falkowscy i Marcin Błoch – medaliści mistrzostw Polski kadetów i juniorów w latach 90.
W latach 90. Jagiellonia miała trzech etatowych reprezentantów Polski: Marcina Błocha oraz braci Krzysztofa i Andrzeja Falkowskich. Błoch zajął 5. miejsce w Pucharze Świata w Budapeszcie (1993), a Falkowscy wielokrotnie plasowali się w czołowej szesnastce Mistrzostw Świata juniorów. Krzysztof Falkowski otarł się o zwycięstwo w prestiżowym turnieju o szablę Wołodyjowskiego, przegrywając z mistrzem olimpijskim Lamourem 4:5.
W trudnym okresie na przełomie lat 80. i 90., dzięki zaangażowaniu trenerów (Florczak, Ołdyński) i byłych zawodników (m.in. Pręgowski, Cieślewicz), powstała Fundacja Szermiercza, która uratowała sekcję przed likwidacją. Kluczową rolę odegrał Jan Andrzej Grzegorczyk.
Dzięki temu Jagiellonia mogła kontynuować szkolenie i osiągać sukcesy – m.in. w 1995 roku mistrzem Polski juniorów młodszych został Łukasz Hołubowski.
| 1964 | Jerzy Pręgowski                                                                           | Juniorzy Starsi (J.ST) | Szabla | srebro              |
| 1964 | Jerzy Pręgowski                                                                           | Juniorzy Młodsi (J.MŁ) | Szabla | złoto               |
| 1964 | Tomasz Kopczyński                                                                         | Juniorzy Starsi (J.ST) | Szabla | brąz                |
| 1965 | Jerzy Pręgowski                                                                           | Juniorzy Starsi (J.ST) | Szabla | brąz                |
| 1966 | Zbigniew Pręgowski                                                                        | Juniorzy Młodsi (J.MŁ) | Szabla | brąz                |
| 1967 | Zbigniew Pręgowski                                                                        | Juniorzy Starsi (J.ST) | Szabla | srebro              |
| 1967 | Zbigniew Pręgowski                                                                        | Juniorzy Młodsi (J.MŁ) | Szabla | złoto               |
| 1968 | Zbigniew Pręgowski                                                                        | Juniorzy Starsi (J.ST) | Szabla | złoto               |
| 1969 | Bogusław Koczot, Jerzy Lebiedziński, Janusz Markiewicz, Zbigniew Pręgowski, Marek Trudnos | Juniorzy Starsi (J.ST) | Szabla | – turniej drużynowy |
| 1970 | Zbigniew Pręgowski                                                                        | Juniorzy Starsi (J.ST) | Szabla | srebro              |
| 1972 | Grzegorz Florczak, Andrzej Koczot, Zbigniew Pręgowski, Marek Trudnos                      | Juniorzy Starsi (J.ST) | Szabla | – turniej drużynowy |
| 1972 | Andrzej Koczot                                                                            | Juniorzy Młodsi (J.MŁ) | Szabla | złoto               |
| 1973 | Stanisław Dakowicz, Grzegorz Florczak, Andrzej Koczot, Krzysztof Ołdyński, Marek Trudnos  | Juniorzy Starsi (J.ST) | Szabla | – turniej drużynowy |
| 1975 | Stanisław Dakowicz, Grzegorz Florczak, Andrzej Koczot, Krzysztof Ołdyński, A. Próchniak   | Juniorzy Starsi (J.ST) | Szabla | – turniej drużynowy |
| 1985 | Jarosław Mazurek                                                                          | Juniorzy Młodsi (J.MŁ) | Szabla | złoto               |
| 1985 | erzy Dawidziuk, Jarosław Mazurek, Rafał Rynkiewicz, Janusz Szkiłądź, Dariusz Średnicki    | Juniorzy Młodsi (J.MŁ) | Szabla | – turniej drużynowy |
| 1987 | Jarosław Mazurek                                                                          | Juniorzy Starsi (J.ST) | Szabla | złoto               |
| 1987 | Bartosz Bakunowicz, Wojciech Chwieroś, Adam Potmalnik, Janusz Szkiłądź, Krzysztof Talecki | Juniorzy Młodsi (J.MŁ) | Szabla | – turniej drużynowy |
| 1988 | Wojciech Chwieroś, Adam Potmalnik, Janusz Szkiłądź, Krzysztof Talecki                     | Juniorzy Młodsi (J.MŁ) | Szabla | – turniej drużynowy |
| 1990 | Marcin Błoch                                                                              | Kadeci                 | Szabla | srebro              |
| 1990 | Andrzej Falkowski                                                                         | Kadeci                 | Szabla | brąz                |
| 1991 | Krzysztof Falkowski                                                                       | Juniorzy Starsi (J.ST) | Szabla | brąz                |
| 1991 | Krzysztof Falkowski                                                                       | Kadeci                 | Szabla | złoto               |
| 1992 | Marcin Błoch, Andrzej Falkowski, Krzysztof Falkowski, Adam Kowalczuk, Paweł Tarasiuk      | Juniorzy Starsi (J.ST) | Szabla | – turniej drużynowy |
| 1993 | Adam Kowalczuk                                                                            | Juniorzy Młodsi (J.MŁ) | Szabla | srebro              |
| 1994 | Andrzej Falkowski, Krzysztof Falkowski, Adam Kowalczuk, Marcin Kozłowski                  | Juniorzy Starsi (J.ST) | Szabla | – turniej drużynowy |
| 1995 | Andrzej Falkowski, Krzysztof Falkowski, Łukasz Hołubowski, Adam Kowalczuk                 | Juniorzy Starsi (J.ST) | Szabla | – turniej drużynowy |
| 1996 | Łukasz Hołubowski                                                                         | Kadeci                 | Szabla | brąz                |

### Judo
Sekcja judo Jagiellonii Białystok została założona w 1962 roku przez Leszka Piekarskiego, uznawanego za prekursora tej dyscypliny w regionie podlaskim. Pod jego kierunkiem klub szybko osiągnął sukcesy na arenie krajowej. Już w 1962 roku zawodnicy zdobyli srebrne medale w mistrzostwach Polski młodzików i juniorów.
Najbardziej utytułowanym wychowankiem sekcji jest Antoni Zajkowski, który w 1972 roku jako pierwszy Polak zdobył srebrny medal olimpijski w judo podczas igrzysk w Monachium. Wcześniej triumfował w mistrzostwach Polski  (1969, 1970, 1973, 1974, 1976) oraz zdobywał medale na mistrzostwach Europy (1969,1971) i świata (1971).
Inni wyróżniający się zawodnicy to Edward Alkśnin , uczestnik igrzysk olimpijskich w Moskwie w 1980 roku, oraz Andrzej Dziemianiuk, dwukrotny mistrz Europy seniorów w latach 80., który rozpoczął karierę w Jagiellonii.
Po odejściu trenera Piekarskiego w 1973 roku sekcja kontynuowała działalność pod kierunkiem Jana Panasika, osiągając kolejne sukcesy, m.in. wicemistrzostwa Polski juniorów w 1980 roku. Wśród wyróżniających się zawodników tego okresu byli Bolesław Kiszkiel i Krzysztof Halicki.
Dziedzictwo Leszka Piekarskiego jest upamiętniane poprzez organizację Międzynarodowego Turnieju Judo jego imienia, który odbywa się w Politechnice Białostockiej. Sekcja judo Jagiellonii Białystok odegrała kluczową rolę w rozwoju tej dyscypliny na Podlasiu, wychowując wielu utalentowanych zawodników i przyczyniając się do popularyzacji judo w Polsce. Zawodnicy klubu wielokrotnie zdobywali medale mistrzostw Polski, zwłaszcza w kategoriach młodzieżowych.
| Osiągnięcia w judo (seniorzy i juniorzy)  | Osiągnięcia w judo (seniorzy i juniorzy)                                                                        | Osiągnięcia w judo (seniorzy i juniorzy) | Osiągnięcia w judo (seniorzy i juniorzy) |
| Rok                                       | Zawodnik | Miejsce                                  | Kategoria wagowa                         |
| ----------------------------------------- | --- | ---------------------------------------- | ---------------------------------------- |
| Mistrzostwa Europy Juniorów               | |                                          |                                          |
| 1967                                      | Antoni Zajkowski                                                                                                | 7/8                                      | waga piórkowa                            |
| 1970                                      | Jerzy Buraczewski                                                                                               | 5/6                                      | waga średnia                             |
| Mistrzostwa Polski Seniorów               | |                                          |                                          |
| 1966                                      | Tomasz Głuszko                                                                                                  | 7/8                                      | open                                     |
| Młodzieżowe Mistrzostwa Polski            | |                                          |                                          |
| 1965                                      | Jerzy Laskowski                                                                                                 | srebro                                   | waga piórkowa                            |
| 1972                                      | Edward Alkśnin                                                                                                  | srebro                                   | 65 kg                                    |
| 1974                                      | Edward Alkśnin                                                                                                  | srebro                                   | 65 kg                                    |
| Mistrzostwa Polski Juniorów               | |                                          |                                          |
| 1962                                      | Jerzy Laskowski (piórkowa) Andrzej Nowakowski (lekka) Andrzej Morawski (średnia/open) Bogdan Jurkowski (cięzka) | srebro                                   | drużynowo                                |
| 1965                                      | Witold Szymanowski                                                                                              | srebro                                   | waga piórkowa                            |
| 1965                                      | Antoni Zajkowski                                                                                                | brąz                                     | waga piórkowa                            |
| 1967                                      | Antoni Zajkowski                                                                                                | złoto                                    | waga piórkowa                            |
| 1970                                      | Remigiusz Kłoskowski                                                                                            | brąz                                     | 56 kg                                    |
| 1970                                      | Antoni Cudowski                                                                                                 | brąz                                     | 71 kg                                    |
| 1980                                      | Bolesław Kiszkiel                                                                                               | srebro                                   | 86 kg                                    |
| 1980                                      | Krzysztof Halicki                                                                                               | srebro                                   | 95 kg                                    |
| 1982                                      | Mirosław Dubrawski                                                                                              | brąz                                     | +90 kg                                   |
| Mistrzostwa Polski Młodzików              | |                                          |                                          |
| 1962                                      | Andrzej Nowakowski                                                                                              | srebro                                   | waga lekka                               |
| Ogólnopolskie Igrzyska Młodzieży Szkolnej | |                                          |                                          |
| 1972                                      | Jarosław Wołowicz                                                                                               | srebro                                   | 51 kg                                    |

### Łucznictwo
Sekcja łucznicza Jagiellonii Białystok – istniejąca w latach 50.–70. XX wieku odegrała znaczącą rolę w rozwoju łucznictwa w północno-wschodniej Polsce. Choć łucznictwo pojawiło się w klubie już w latach 50., pierwsze większe sukcesy odnotowano w latach 70., głównie za sprawą Bogusława Bortnika, który w 1974 roku przeszedł do Jagiellonii z Puszczy Hajnówka. Zdobywał on medale na mistrzostwach Polski juniorów i seniorów, w tym m.in. srebro (50 m) i brąz (30 m) na seniorskich MP w 1975 roku. W tym samym czasie jego śladami poszli inni zawodnicy, m.in. Roman Stachurski (złoto – 30 m, MPJ 1975) oraz Jolanta Pieńkowska (srebro – 70 m, brąz – wielobój i konkurencja „słonecznik”).
Zespół Jagiellonii wywalczył awans do II ligi w 1976 roku, jednak po jednym sezonie spadł z rozgrywek. Trenerem sekcji był Kazimierz Siemierniak, zasłużony dla rozwoju łucznictwa w regionie. Pod koniec lat 70. sekcja została rozwiązana, a czołowi zawodnicy przeszli do Podlasia Białystok, gdzie kontynuowali kariery.

### Brydż sportowy
Sekcja brydża sportowego Jagiellonii Białystok istniała od lat 60. XX wieku. Wraz z innymi białostockimi zespołami, takimi jak Forta, Żubr, Gwardia, AZS czy Włókniarz, rywalizowała w II lidze. W sezonach 1967, 1969 i 1971 drużyna Jagiellonii występowała również w I lidze.

## Źródła
- Historia sekcji sportowych Jagiellonii Białystok [online], jagiellonia.neostrada.pl [dostęp 2014-07-23] [zarchiwizowane z adresu 2012-09-10] (pol.).
- Historia okręgu białostockiego w LA
- Klub: ALKS AJP Gorzów Wlkp.. statystyka.pzla.pl. [dostęp 2024-02-22]. (pol.).